# 企業博物館

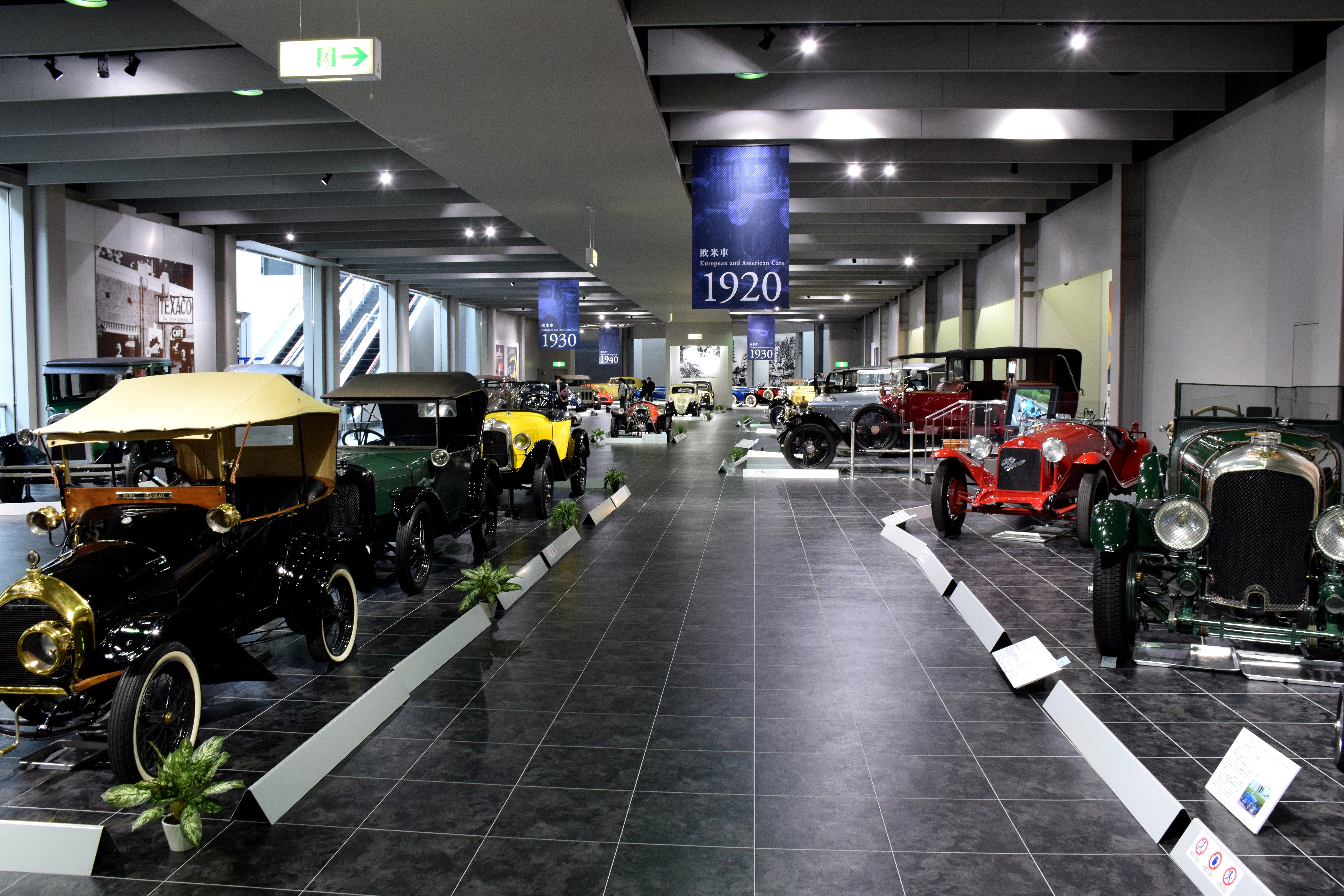
トヨタ博物館

企業博物館（きぎょうはくぶつかん）は、企業が設置したその企業活動などにまつわる博物館・美術館。企業ミュージアム（Corporate Museums）とも。
これら企業博物館の設立目的は多種多様である。
- 企業が自社の企業活動のテーマ、保持する特殊な技術、専門知識を一般に公開保存する意図で設置したもの（トヨタ博物館など）[2]
- 創業者や最高責任者が個人的な趣味から収集した美術品、絵画、骨董を展示、公開するために設置されるなど（サントリー美術館など）[2]

その他、企業メセナとして学術研究活動を支援し、それが研究型のミュージアムというかたちをとっているという例（生命誌研究館）や特定の分野で共通の事業を行なっている団体が合同で運営する例（逓信総合博物館）なども稀にある。また、富士フイルムフォトサロンやニコンサロンのように企業製品の利用者を中心に、その発表の場を提供するのも企業博物館の一つであると言える。その他にも多種多様な企業博物館がある。

## 日本の企業博物館の一覧
日本は長い歴史を持つ企業が多いこともあり、世界的にみても特に企業博物館が多く開設されている国である。日本最古の企業博物館は、京都市に1889年開設の織物参考館（現在の川島織物文化館）であった。
なお企業博物館は、博物館法の適用を受けているとは限らない。

### 会社または創業者所有の美術工芸コレクション

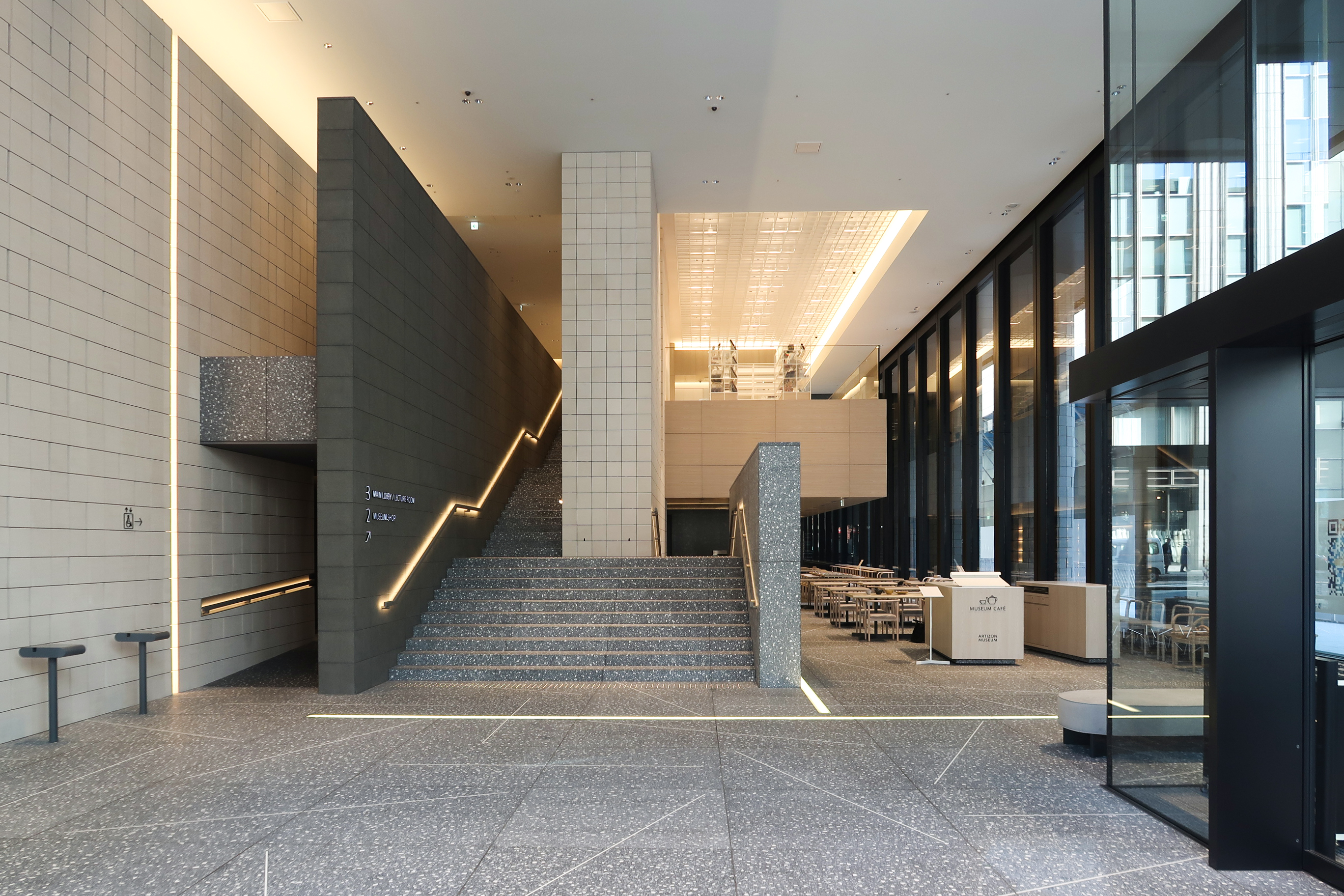
アーティゾン美術館（公益財団法人石橋財団）

#### 北海道
- 小樽芸術村（旧ニトリ小樽芸術村）（ニトリホールディングス、北海道小樽市）
  - 旧三井銀行小樽支店（日本近代絵画美術館）（ニトリホールディングス、北海道小樽市）
  - 似鳥美術館（旧北海道拓殖銀行小樽支店）（ニトリホールディングス、北海道小樽市）
- 中札内美術村（六花亭、北海道中札内村）

#### 東北
- TDK歴史みらい館（TDK、秋田県にかほ市）
- 新潮社記念文学館（新潮社、秋田県仙北市）
- めんこい美術館（岩手めんこいテレビ、岩手県奥州市）
- カメイ美術館（カメイ、宮城県仙台市）
- 諸橋近代美術館（ゼビオホールディングス、福島県北塩原村）

#### 関東
- 上野の森美術館（フジサンケイグループ・日本美術協会、東京都台東区）
- 乾燥木材工芸資料館（乾燥木材工芸、東京都墨田区）
- 講談社野間記念館（講談社、東京都文京区）
- 中村屋サロン美術館（中村屋、東京都新宿区）
- 出光美術館（財団法人出光美術館、東京都千代田区）
- 三菱一号館美術館（三菱地所、東京都千代田区）
- 泉屋博古館東京（住友家・公益財団法人泉屋博古館、東京都港区）
- 山種美術館（SMBC日興証券<旧山種証券>・山崎種二、東京都渋谷区）
- MAHO KUBOTA GALLERY（クボタ、東京都渋谷区）
- SOMPO美術館[5]（損害保険ジャパン、東京都新宿区）- 2020年（令和2年）7月10日移転。
- 三井文庫別館→三井記念美術館（旧三井グループ・三井家、東京都中央区）
- アーティゾン美術館（ブリヂストン、東京都中央区）- 2020年（令和2年）1月再開館。旧・ブリヂストン美術館。
- 日動画廊（東京海上日動火災保険、東京都中央区銀座と茨城県笠間市）
  - 笠間日動美術館（東京海上日動火災保険、東京都中央区銀座と茨城県笠間市）
- 荏原 畠山美術館（荏原製作所、東京都港区） - 旧・畠山記念館
- 森美術館（森ビル、東京都港区六本木ヒルズ森タワー内）
- サントリー美術館（財団法人サントリー芸術財団、東京都港区東京ミッドタウン内）
- パナソニック汐留美術館[6]（パナソニック株式会社エレクトリックワークス社、東京都港区）
- 五島美術館（東急・五島慶太、東京都世田谷区）
- 廣澤美術館（広沢製作所・広沢グループ、茨城県筑西市）
- ヤオコー川越美術館（ヤオコー、埼玉県川越市）
- ヨックモックミュージアム（YMハウス、東京都港区）
- 丸沼芸術の森（丸沼倉庫、埼玉県朝露市）アンドリュー・ワイエスコレクション
- DIC川村記念美術館（DIC、千葉県佐倉市）
- ポーラ美術館（公益財団法人ポーラ美術振興財団、神奈川県箱根町）
- 箱根彫刻の森美術館（フジサンケイグループ・公益財団法人彫刻の森芸術文化財団、神奈川県箱根町）
- 岡田美術館（ユニバーサルエンターテインメント、神奈川県箱根町）

#### 中部
- お菓子の美術館（桔梗屋、山梨県笛吹市）
- 水野美術館（ホクト・公益財団法人水野美術館、長野県長野市）
- 美ヶ原高原美術館（フジサンケイグループ・公益財団法人彫刻の森芸術文化財団、長野県上田市）
- 北澤美術館（キッツ・公益財団法人北澤美術館、長野県諏訪市）
- サンリツ服部美術館（サンリツ工業・財団法人サンリツ服部美術館、長野県諏訪市）
- ハーモ美術館（ハーモ・公益財団法人公益財団法人濱財団、長野県下諏訪町）
- 雪梁舎美術館（コメリ・公益財団法人雪梁舎美術館、新潟県新潟市）
- 駒形十吉記念美術館（NST新潟総合テレビ、新潟県長岡市）
- 資生堂アートハウス（資生堂、静岡県掛川市）
- 駿府博物館（静岡新聞社・静岡放送文化福祉事業団、静岡県静岡市）
- メナード美術館（日本メナード化粧品、愛知県小牧市）
- 古川美術館（ヘラルドグループ、愛知県名古屋市）
- 名古屋刀剣ワールド（東建コーポレーション、愛知県名古屋市） - 2024年5月1日開館。
- 名古屋東洋官窯陶磁美術館（富、愛知県名古屋市）
- 大一美術館（大一商会、愛知県名古屋市）
- ヤマザキマザック美術館（ヤマザキマザック、愛知県名古屋市）
- マスプロ美術館（マスプロ電工、愛知県日進市） - 2020年（令和2年）10月リニューアル。
- 西田美術館（富士化学工業、富山県上市町）
- 秋水美術館（リードケミカル、富山県富山市）
- 樂翠亭美術館（アイザック、富山県富山市）
- ギャルリ・ミレー（北陸銀行、富山県富山市）
- 金沢菓子模型美術館（森八、石川県金沢市）

#### 近畿
- 佐川美術館（佐川急便、滋賀県守山市）
- アサヒグループ大山崎山荘美術館（アサヒビール、京都府大山崎町） - 1996年（平成8年）に開館[7]
- 藤井斉成会有鄰館（藤井紡績、京都府京都市）
- 泉屋博古館（住友家・公益財団法人泉屋博古館、京都府京都市）
- 京セラギャラリー（京セラ、京都府京都市）
- 花王エコラボミュージアム（花王、和歌山県和歌山市）
- 湯木美術館（吉兆、大阪府大阪市）
- 辰馬考古資料館（白鷹、兵庫県西宮市）
- エンバ中国近代美術館（エンバ、兵庫県芦屋市）
- BBプラザ美術館（シマブンコーポレーション、兵庫県神戸市）
- MINIATURE LIFE × KOBE AIRPORT（関西エアポート、兵庫県神戸市）
- 香雪美術館（朝日新聞社・財団法人香雪美術館、兵庫県神戸市）
- 白鶴美術館（白鶴酒造、兵庫県神戸市）
- 三木美術館（美樹工業、兵庫県姫路市）

#### 中国・四国
- ごうぎんカラコロ美術館（山陰合同銀行、島根県松江市）
- 田部美術館（田部・山陰中央テレビジョン放送、島根県松江市）
- 今井美術館（今井産業、島根県江津市）
- 華鴒大塚美術館（タカヤ・財団法人タカヤ文化財団、岡山県井原市）
- 倉敷刀剣美術館（刀剣佐藤、岡山県倉敷市）
- ひろしま美術館（広島銀行、広島県広島市）[8]
- 泉美術館（イズミ、広島県広島市）[9]
- ウッドワン美術館（ウッドワン、広島県廿日市市）[10]
- なかた美術館（ナカタ・マックコーポレーション、広島県尾道市）
- 山口市民俗歴史資料館 おおすみ 保管・展示館（おおすみグループ、山口県山口市）
- セキ美術館（セキ、愛媛県松山市）
- ミウラート・ヴィレッジ（三浦工業、愛媛県松山市）
- タオル美術館ASAKURA→タオル美術館ICHIHIRO（一広、愛媛県今治市）
- ベネッセハウス（ベネッセコーポレーション、香川県直島町）
- かまどホール（名物かまど、香川県坂出市）
- 大塚国際美術館（大塚グループ、徳島県鳴門市）

#### 九州
- 久留米市美術館

タイヤメーカーのブリジストン株式会社の油絵のコレクションを市に移管
- 出光美術館（門司）（財団法人出光美術館、福岡県北九州市）
- 二階堂美術館（二階堂酒造、大分県日出町）

### 企業活動にかかわるもの

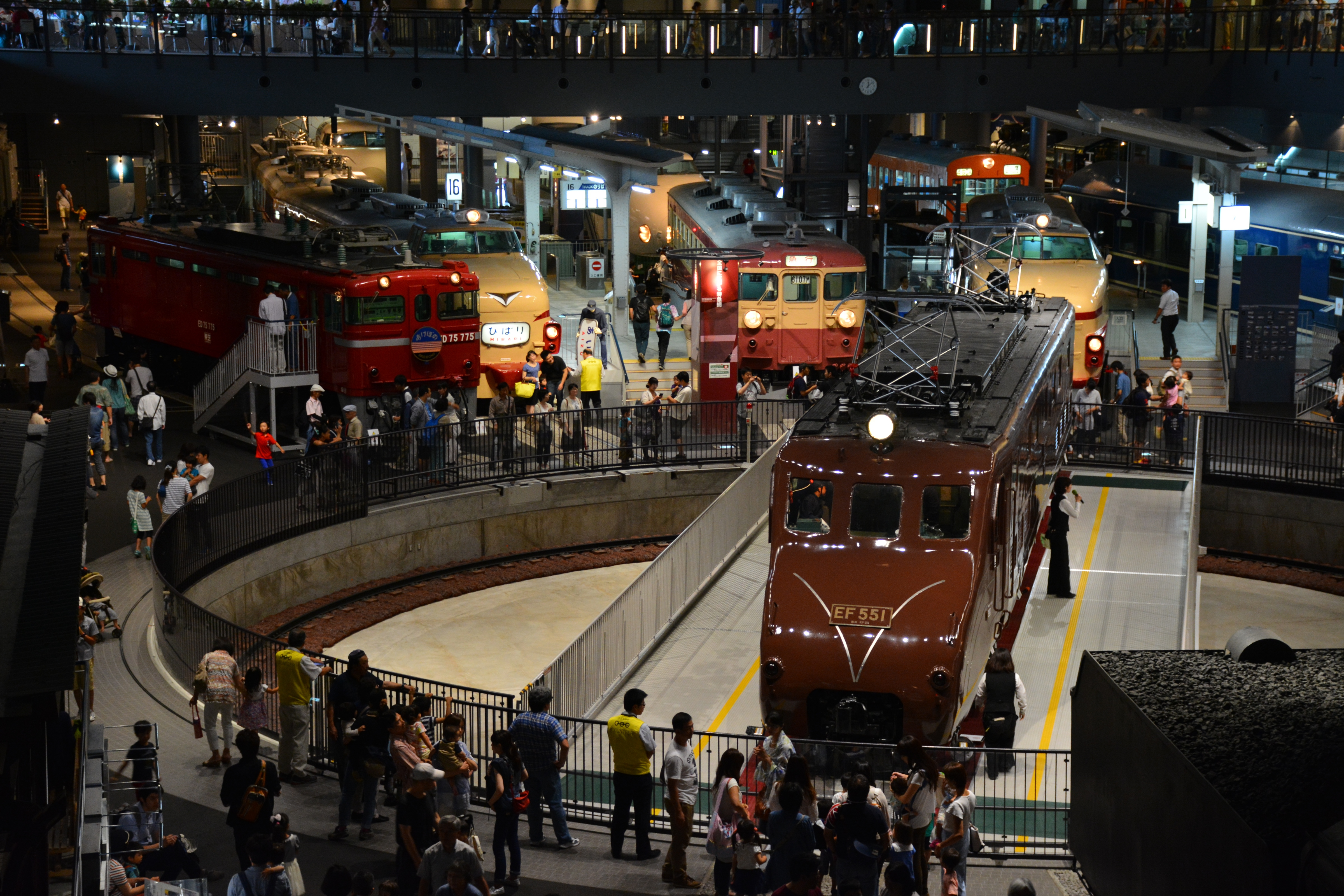
鉄道博物館（JR東日本,埼玉）

#### 北海道
- ニッカミュージアム→（ニッカウヰスキー、北海道余市町） - 旧・ウイスキー博物館
- 日本銀行旧小樽支店金融資料館（日本銀行、北海道小樽市）
- ミサワオープンファクトリー北海道（ミサワホーム、北海道石狩市）
- 北海道鉄道技術館（北海道旅客鉄道（JR北海道）、北海道札幌市・同社苗穂工場内）
- 千歳鶴酒ミュージアム（日本清酒、北海道札幌市）
- 漢方資料館「草木庵」（旧北都製薬、北海道札幌市）
- 科学であそぼ「おもしろ実験室」（北海道電力、北海道札幌市）
- 開拓使麦酒記念館→サッポロビール博物館（サッポロビール、北海道札幌市）
- 雪印メグミルク酪農と乳の歴史館（旧雪印乳業→雪印メグミルク、北海道札幌市[11]） - 北海道製酪販売組合創立50周年を記念して1977年（昭和52年）9月に雪印乳業史料館として開館[12]。2004年（平成16年）10月22日に北海道遺産構想推進協議会が「札幌稲穂地区の工場・記念館群」が北海道遺産として選定[13]。2011年（平成23年）4月1日に「雪印乳業史料館」から「雪印メグミルク酪農と乳の歴史館」へ変更[14]。
- 札幌市交通資料館（札幌市交通局・札幌市交通事業振興公社、北海道札幌市）
- たまご資料館（ホクリヨウ、北海道北広島市）
- ロイズカカオ&チョコレートタウン ロイズコンフェクト、北海道当別町）- 2022年（令和4年）11月7日プレオープン。2023年（令和5年）8月4日オープン。
- 蔵元北の錦記念館（小林酒造、北海道栗山町）
- ロイズチョコレートワールド（ロイズコンフェクト、北海道千歳市）
- NORTHERN HORSE MUSEUM（ノーザンホースパーク、北海道苫小牧市）
- 北海道昆布館（ヤマトタカハシ、北海道七飯町）
- 男山酒造り資料館（男山、北海道旭川市）
- 土の館（スガノ農機、北海道富良野市）
- ビート資料館（日本甜菜製糖、北海道帯広市）
- おいしいまっすぐ館（よつ葉乳業、北海道音更町）

#### 東北
- 旧第五十九銀行本店本館（青森銀行、青森県弘前市）
- 酒蔵見学館（桃川、青森県おいらせ町）
- クラシックカー博物館ツカハラミュージアム（テクノクラフト・シー・アンド・ヴィ、青森県八戸市）
- 久慈琥珀博物館（久慈琥珀、岩手県久慈市）
- 岩手銀行赤レンガ館（岩手銀行、岩手県盛岡市）
- 小岩井農場展示資料館（小岩井農場、岩手県雫石町）
- 世嬉の一・酒の民俗文化博物館（世嬉の一酒造、岩手県一関市）
- 小坂鉄道レールパーク（小坂製錬、秋田県小坂町）
- 事故の歴史展示コーナー（秋田総合訓練センター）（東日本旅客鉄道秋田支社・秋田総合車両センター南秋田センター・東日本旅客鉄道（JR東日本）、秋田県秋田市）
- TDK歴史館→TDK歴史みらい館（TDK、秋田県にかほ市）
- 漆蔵資料館（佐藤養助商店、秋田県横手市）
- 出羽ノ雪酒造資料館（渡會本店、山形県鶴岡市）
- 初孫酒造資料館「蔵探訪館」（東北銘醸、山形県酒田市）
- 古澤酒造資料館（古澤酒造、山形県寒河江市）
- 酒造資料館東光の酒造（東光の酒造、山形県米沢市）
- 武山米店炊飯博物館（武山米店、宮城県気仙沼市）
- 大崎市松山酒ミュージアム（一ノ蔵、宮城県大崎市）
- 加美の酒造歴史資料館（田中酒造店、宮城県加美町）
- 金融資料館（七十七銀行、宮城県仙台市）
- 仙台市電保存館（仙台市交通局、宮城県仙台市）
- 鐘崎かまぼこの国笹かま館（鐘崎、宮城県仙台市）
- ヨークベニマル史料館（ヨークベニマル、福島県郡山市）
- LIXIL 総合技術研修センター 展示（LIXIL、福島県須賀川市）
- リカちゃんキャッスル（タカラ→タカラいわき工業→リカちゃんキャッスル→リトルファクトリー、福島県小野町）
- 事故の歴史展示館（東日本旅客鉄道（JR東日本）・総合研修センター、福島県白河市）一般非公開
- だるまランド（白河だるま総本舗、福島県白河市）
- 東京電力廃炉史料館（東京電力、福島県富岡町）

#### 北関東
- 日鉱記念館（JX金属、茨城県日立市）
- 日立オリジンパーク（日立製作所、茨城県日立市）
- 常陽史料館（常陽銀行、茨城県水戸市）
- 納豆展示館（笹沼五郎商店、茨城県水戸市）
- 別春館（明利酒類、茨城県水戸市）
- 牛乳博物館（トモヱ乳業、茨城県古河市）
- スーパードライ ミュージアム（アサヒビール、茨城県守谷市）- 2021年（令和3年）4月20日オープン。
- 科博廣澤航空博物館（広沢製作所・広沢グループ、茨城県筑西市）
- 高砂熱学イノベーションセンター MIRAIMUSEUM AERA（高砂熱学工業、茨城県つくばみらい市）
- 神谷伝兵衛記念館（ショートカミヤ）（オエノンホールディングス、茨城県牛久市）
  - オエノンミュージアム（オエノンホールディングス、茨城県牛久市）
- タカノフーズ納豆博物館（タカノフーズ、茨城県小美玉市）
- ツムラ漢方記念館（ツムラ、茨城県阿見町）
- Honda Collection Hall（本田技研工業・ホンダモビリティランド、栃木県茂木町）
- うるし博物館（小西美術工芸社、栃木県日光市）
- 足尾銅山記念館（古河機械金属、栃木県日光市）- 2025年（令和7年）5月開館予定。
- 小林酒店 酒蔵（小林酒店、栃木県鹿沼市）
- 宇都宮事業所歴史館（ミツトヨ、栃木県宇都宮市）
- 巨大地下空間「大谷資料館」（大谷資料館、栃木県宇都宮市）
- おもちゃのまちバンダイミュージアム 収蔵品（バンダイ・旧ツクダグループ（ツクダ・ツクダオリジナル・ツクダアイデアル・ツクダホビー・ツクダシナジー）、栃木県壬生町）
- 壬生町おもちゃ博物館（TOMIX・タカラトミー・トミーテック・エポック社・ジョイパレット・バンダイ・アガツマ他、栃木県壬生町）
- 岩下の新生姜ミュージアム（岩下食品、栃木県栃木市）
- SLキューロク館（真岡鐡道、栃木県真岡市）
- 織物参考館「紫」ゆかり（森秀織物、群馬県桐生市）
- スバルビジターセンター（SUBARU、群馬県太田市）
- 製粉ミュージアム（日清製粉グループ本社、群馬県館林市）
- 毛塚記念館（分福酒造、群馬県館林市）
- 「カルピス」未来のミュージアム（アサヒ飲料・カルピス、群馬県館林市）

#### 南関東
- タニタ博物館（タニタ、東京都板橋区）
- スパイス展示館（エスビー食品、東京都板橋区）
- お札と切手の博物館（国立印刷局、東京都北区）
- 紙の博物館（財団法人紙の博物館、東京都北区）
- URまちとくらしのミュージアム（都市再生機構、東京都北区）
- 土屋鞄 本社展示コーナー（土屋鞄、東京都足立区）
- 都電おもいで広場（東京都交通局・都電、東京都荒川区）
- 新川柳作記念館（エース、東京都台東区）
  - 世界のカバン博物館（エース、東京都台東区）
- バンダイ 本社展示コーナー（バンダイ、東京都台東区）
- 世界の太鼓資料館太鼓館（宮本卯之助商店、東京都台東区）
- 歴代おもちゃの展示室（タカラトミー、東京都葛飾区）
- 東京ペンシルラボ（TOKYO PENCIL LAB.）（北星鉛筆、東京都葛飾区）
- たばこと塩の博物館（日本専売公社→日本たばこ産業（JT）、東京都墨田区）
- 東武博物館（東武鉄道、東京都墨田区）
- 花王ミュージアム（花王、東京都墨田区）
- NTTドコモ歴史展示スクエア（NTTドコモ、東京都墨田区）
- 郵政博物館（日本郵政、東京都墨田区）
- 桐の博物館（桐谷田中、東京都墨田区）
- ブレーキ博物館（中山ライニング工業、東京都墨田区）
- 軟式野球資料室（ナガセケンコー、東京都墨田区）
- 地下鉄博物館（帝都高速度交通営団→東京地下鉄、東京都江戸川区）
- 印刷博物館（凸版印刷、東京都文京区） - 2020年（令和2年）10月20日リニューアルオープン。
- 野球殿堂博物館（日本野球機構、東京都文京区東京ドーム内）※2013年度より、野球体育博物館→野球殿堂博物館へ名称変更。
- 三菱史料館（三菱経済研究所、東京都文京区）
- サッカー文化創造拠点「blue-ing!」（日本サッカー協会、東京都文京区）- 2023年12月23日開館予定[15]。
- 帝国データバンク史料館（帝国データバンク、東京都新宿区）
- NTT東日本 情報通信史料センター（東日本電信電話（NTT東日本）、東京都新宿区）
- NTTインターコミュニケーション・センター（東日本電信電話（NTT東日本）、東京都新宿区）
- 三鷹の森ジブリ美術館（スタジオジブリ、東京都三鷹市）
- オカムラいすの博物館（オカムラ、東京都千代田区）
- 日本カメラ博物館（JCII、東京都千代田区）
- よみうりニュースラボ（読売新聞東京本社、東京都千代田区）
- ベンベルグ裏地ミュージアム＋（旭化成せんい→旭化成、東京都千代田区）
- 帝国データバンク史料館分館（帝国データバンク、東京都千代田区）
- 三菱UFJニコスカードギャラリー（三菱UFJニコス、東京都千代田区）
- 明治生命館（明治生命→明治安田生命、東京都千代田区）
- 高島屋史料館TOKYO（高島屋、東京都千代田区）
- ニッポン放送資料室（ニッポン放送、東京都千代田区）
- 小さなカルタ館（奥野かるた店、東京都千代田区）
- 三菱一号館 歴史資料室（三菱地所、東京都千代田区）
- Kuraray's Visual History（クラレ、東京都千代田区）
- ガスの科学館（東京ガス、東京都江東区）
- 建設技術歴史展示室（清水建設、東京都江東区）
  - 清水建設 東京木工場 資料館（仮称）（清水建設、東京都江東区）- 2025年（令和7年）秋オープン予定。
- IHIものづくり館 アイミューズ（IHI、東京都江東区）
- ヱビスビール記念館（サッポロビール、東京都渋谷区）
  - エビス ブリュワリー トウキョウ（YEBISU BREWERY TOKYO）（サッポロビール、東京都渋谷区） - 2023年（令和5年）末開業。
- NHK放送センター 放送技術局（日本放送協会（NHK）、東京都渋谷区）
- 丸美屋ミュージアム（丸美屋食品工業、東京都中央区）
- 東証Arrows（東京証券取引所、東京都中央区）
- 日銀金融研究所貨幣博物館（日本銀行、東京都中央区） - 2015年（平成27年）11月21日に新装開館[16]
- Daiichi Sankyo くすりミュージアム（第一三共、東京都中央区）
- 石川島資料館（IHI、東京都中央区）
- 小津史料館（小津産業、東京都中央区）
- 凧の博物館（たいめいけん、東京都中央区）
- セイコー時計資料館→セイコーミュージアム（セイコーグループ、東京都中央区）
- ボタンの博物館（アイリス、東京都中央区）
- アド・ミュージアム東京（吉田秀雄記念事業財団、東京都港区）
- 日本通運史料室→物流史料館→物流博物館（日本通運（NIPPON EXPRESS）、東京都港区）
- 食とくらしの小さな博物館（味の素、東京都港区）
  - 味の素記念館→味の素食の文化センター（味の素、東京都港区）
    - 食の文化センター図書館→食の文化ライブラリー（味の素、東京都港区）
- 写真歴史博物館（富士フイルム、東京都港区）
- 虎屋文庫（虎屋、東京都港区） - 常設展なし、不定期開館
- 伊勢半本店 紅ミュージアム（伊勢半本店、東京都港区）
- 鉄道歴史展示館（東日本旅客鉄道（JR東日本）、東京都港区）
- NHK放送博物館（日本放送協会（NHK）、東京都港区）
- ソニー 歴史製品展示コーナー「History Wall」（ソニー、東京都港区）
- 森永製菓史料室（森永製菓、東京都港区）
- 永谷園展示室（永谷園、東京都港区）
- 東芝山口記念会館→高輪館（東芝→日本テレビホールディングス、東京都港区）
- 日本テレビ アーカイブスセンター（日本テレビ放送網、東京都港区）
  - 日テレアーカイブ保管庫（日本テレビ放送網、東京都港区）
- テレビ朝日 アーカイブ運用センター（テレビ朝日、東京都港区）
- TBS放送センター総合資料室（TBS放送センター、東京都港区）
- テレビ東京 アーカイブセンター（テレビ東京、東京都港区）
- フジテレビ アーカイブ（フジテレビジョン、東京都港区）
- ニコンミュージアム（ニコン、東京都港区）
- ニホンドウ漢方ミュージアム（薬日本堂、東京都港区）
- JMA GROUP GALLERY（JMAホールディングス、東京都港区）
- ヤマトグループ歴史館 クロネコヤマトミュージアム（ヤマト運輸、東京都港区）
- 樫尾俊雄発明記念館（カシオ計算機、東京都世田谷区）- 事前予約必要
- 安全深思塾（小田急電鉄、東京都世田谷区）
- 昭和ネオン高村看板ミュージアム（昭和ネオン、東京都品川区）
- ホーチキ 本社ショールーム（ホーチキ、東京都品川区）
- 容器文化ミュージアム（東洋製罐グループホールディングス[17]、東京都品川区[18]） - 東洋製罐本社ビル1階に2012年（平成24年）春に開館[18]。
- 日本ペイント明治記念館（日本ペイント、東京都品川区）
- JALスカイミュージアム（日本航空（JAL）、東京都大田区）
  - 日本航空安全啓発センター（日本航空（JAL）、東京都大田区）
- ANAグループ安全教育センター（全日本空輸（ANA）、東京都大田区）
- ワタミ夢ストリート（ワタミ、東京都大田区）
- ALPS MUSEUM「未来工房」（アルプス電気→アルプスアルパイン、東京都大田区）
- 東映アニメーションギャラリー→東映アニメーションミュージアム（東映アニメーション、東京都練馬区）- 旧東映アニメーションギャラリー。2014年（平成26年）9月より社屋建て替えのため休館。2018年（平成30年）7月28日再開館。
- NTT技術史料館（日本電信電話（NTT）、東京都武蔵野市）
- 三鷹車両センター 保存（東日本旅客鉄道（JR東日本）、東京都三鷹市）
- CCBJI Museum（コカ・コーラボトラーズジャパン、東京都東久留米市）- 2022年（令和4年）1月オープン。
- GAS MUSEUM（ガスミュージアム） がす資料館（東京ガスネットワーク、東京都小平市）
- ブリヂストン TODAY（ブリヂストン、東京都小平市）- 2020年（令和2年）11月21日一般公開。
- IHIそらの科学館（IHI、東京都昭島市）
- 青梅鉄道公園（東日本旅客鉄道（JR東日本）、東京都青梅市）- 2026年（令和8年）リニューアルオープン予定。
- 豊田車両センター 保存（東日本旅客鉄道（JR東日本）、東京都日野市）
- 京王れーるランド（京王電鉄、東京都日野市）
  - 京王れーるランドアネックス（京王電鉄、東京都日野市）
    - 京王資料館（京王電鉄、東京都八王子市）- 京王研修センター内、非公開
      - 安全啓発室（京王電鉄、東京都八王子市）
- 日野オートプラザ（日野自動車、東京都八王子市）
- オリンパス技術歴史館「端古洞」→オリンパスミュージアム（オリンパス、東京都八王子市）- 旧オリンパス技術歴史館「端古洞」。2019年（平成31年/令和元年）10月11日リニューアルオープン。
- 代田記念館（ヤクルト本社、東京都国立市）
- JRA競馬博物館（日本中央競馬会（JRA）、東京都府中市）
- 長谷工マンションミュージアム（長谷工コーポレーション、東京都多摩市）
- KDDI MUSEUM（KDDI、東京都多摩市）- 2020年（令和2年）12月1日一般公開。
- マヨテラス（キユーピー、東京都調布市）
- テレビ朝日若葉台メディアセンター（テレビ朝日、東京都稲城市）
- 片倉シルク記念館（片倉工業、埼玉県熊谷市）
- クリクラミュージアム（クリクラ、埼玉県本庄市）
- 足袋とくらしの博物館（ぎょうだ足袋蔵ネットワーク、埼玉県行田市）
- 日本航空館（埼玉スバル、埼玉県行田市）
- アライヘルメットミュージアム（アライヘルメット、埼玉県小鹿野町）
- 醤遊王国（弓削多醤油、埼玉県日高市）
- 中華まんミュージアム（中村屋、埼玉県入間市）
- ところざわサクラタウン（KADOKAWA・KADOKAWAグループ、埼玉県所沢市）- 2020年（令和2年）11月6日開館。
  - 角川武蔵野ミュージアム（KADOKAWA・KADOKAWAグループ、埼玉県所沢市）- 2020年（令和2年）11月6日開館。
- 釜屋博物館（釜屋、埼玉県加須市）
- グリコピア イースト（江崎グリコ、埼玉県北本市）
- 金笛ミニ・ミュージアム（笛木醤油、埼玉県比全郡川島町）
- Nテージとガーデンパーク（仮称）（関水金属、埼玉県鶴ヶ島市） - 2024年（令和6年）開館予定
- 鉄道博物館（東日本旅客鉄道（JR東日本）、埼玉県さいたま市大宮区）
  - 事故の歴史展示コーナー（大宮・東京総合訓練センター）（大宮総合車両センター東大宮センター・東日本旅客鉄道（JR東日本）、埼玉県さいたま市北区）
- 東日本KTCものづくり技術館（京都機械工具、埼玉県さいたま市桜区）
- ロッテおかしの学校（ロッテ、埼玉県さいたま市南区）- 2022年（令和4年）5月16日オープン。
- NHKアーカイブス（日本放送協会（NHK）、埼玉県川口市）
- ものしりしょうゆ館（キッコーマン、千葉県野田市）
- グリコピア CHIBA（江崎グリコ、千葉県野田市）
- 成田羊羹資料館（米屋、千葉県成田市）
- ヒゲタ史料館（ヒゲタ醤油、千葉県銚子市）
- しょうゆ味わい体験館（ヤマサ醤油、千葉県銚子市）
- 山崎製パン 総合クリエイションセンター（山崎製パン、千葉県市川市）
- サイゼリヤ1号店教育記念館（サイゼリヤ、千葉県市川市）
- ちばきん金融資料室 FinTERRACE（千葉銀行、千葉県千葉市中央区）
- AEON SQUARE イオングループ史料室（ジャスコ→イオングループ、千葉県千葉市美浜区）
- マリーンズ・ミュージアム（千葉ロッテマリーンズ、千葉県千葉市美浜区）
- 房総中央鉄道館（いすみ鉄道、千葉県夷隅郡大多喜町）
- 味の素KK川崎工場資料展示室（味の素コミュニケーションズ、神奈川県川崎市川崎区）
  - 味の素グループうま味体験館（味の素グループ、神奈川県川崎市川崎区） - 2015年（平成27年）5月7日に[19] 川崎事業所内に開館[20]。
- 東芝未来科学館（東芝、神奈川県川崎市幸区）
- 自発館（富士通ゼネラル、神奈川県川崎市高津区）
- 沼田記念館（ミツトヨ、神奈川県川崎市高津区）
  - ミツトヨ博物館（ミツトヨ、神奈川県川崎市高津区）
- 富士通テクノロジーホール（富士通、神奈川県川崎市中原区）
- コミュニケーション・プラザ川崎（中日本高速道路、神奈川県川崎市宮前区）
- 電車とバスの博物館（東急電鉄、神奈川県川崎市宮前区）
- 横浜市電保存館（横浜市交通局・横浜市営バス・横浜市営バス滝頭営業所、神奈川県横浜市磯子区）
- 日清オイリオウェルネスギャラリー（日清オイリオグループ、神奈川県横浜市磯子区）
- 日産エンジン博物館（日産自動車、神奈川県横浜市神奈川区）
- セブン&アイ・ホールディングス 伊藤研修センター（セブン&アイ・ホールディングス、神奈川県横浜市港北区）
- キリン横浜ビアビレッジ（麒麟麦酒、神奈川県横浜市鶴見区）
- 森永エンゼルミュージアム MORIUM（モリウム）（森永製菓、神奈川県横浜市鶴見区） - 2022年（令和4年）1月12日オープン。
- プチミュージアムショップ（崎陽軒、神奈川県横浜市都筑区）
- 横浜情報文化センター（日本新聞協会、神奈川県横浜市中区）
  - ニュースパーク（日本新聞博物館）（日本新聞協会、神奈川県横浜市中区）
- 放送ライブラリー（放送番組センター、神奈川県横浜市中区）
- 安藤百福発明記念館（カップヌードルミュージアム）→安藤百福発明記念館 横浜（カップヌードルミュージアム 横浜）（日清食品ホールディングス、神奈川県横浜市中区）
- 日本郵船歴史博物館（日本郵船、神奈川県横浜市中区）
- 事故の展示コーナー（東日本旅客鉄道横浜支社・東日本旅客鉄道（JR東日本）、神奈川県横浜市西区）
- 三菱みなとみらい技術館（三菱重工業、神奈川県横浜市西区）
- 資生堂グローバルイノベーションセンター（資生堂、神奈川県横浜市西区）
  - S/PARK Museum（資生堂、神奈川県横浜市西区）
- 京急ミュージアム（京急電鉄、神奈川県横浜市西区）- 2020年（令和2年）1月21日開館。
- NISSAN GALLERY（日産自動車、神奈川県横浜市西区）
- Mulabo!（ムラーボ）（村田製作所、神奈川県横浜市西区）- 2020年（令和2年）12月開館。
- YUMESAKI GALLERY（LG Electronics Japan、神奈川県横浜市西区）- 2022年（令和4年）3月1日開館。
- ゲームアートミュージアム（コーエーテクモゲームス・光優、神奈川県横浜市西区）- 2026年（令和8年）7月開館予定。
- 事故の展示コーナー（JR東日本横浜総合訓練センター）（東日本旅客鉄道横浜支社・東日本旅客鉄道（JR東日本）、神奈川県横須賀市）
- 三菱高速ディーゼル史料室（三菱重工業、神奈川県相模原市）
- カヤバ史料館（カヤバ、神奈川県相模原市）
- 酒友館（泉橋酒造、神奈川県海老名市）
- ロマンスカーミュージアム（小田急電鉄、神奈川県海老名市）- 2021年（令和3年）4月19日開館。
- 前場資料館（前場工務店、神奈川県厚木市）
- いすゞプラザ（いすゞ自動車、神奈川県藤沢市）
- 鈴廣のかまぼこ博物館（鈴廣蒲鉾本店、神奈川県小田原市）
- 礎生塾「伝昇館」（ヤマダホールディングス、神奈川県箱根町）

#### 中部
- ワイン資料館（メルシャン、山梨県甲州市）
- サントリーウイスキー博物館（サントリー、山梨県甲州市）
- 山梨中銀金融資料館（山梨中央銀行、山梨県甲府市）
- 日本酸素記念館（日本酸素ホールディングス、山梨県北杜市）
- ながでん電車の広場（長野電鉄、長野県小布施町）
- 信濃毎日新聞 資料展示コーナー（信濃毎日新聞、長野県長野市）
- そばふれあい館（日穀製粉、長野県長野市）
- マルコメ 本社展示コーナー（マルコメ、長野県長野市）
- 酒の博物館（大町市温泉開発、長野県大町市）
- 信濃大町塩の道ちょうじゃ（塩の道ちょうじゃ、長野県大町市）
- 大王わさび農場百年記念館（大王わさび農場、長野県安曇野市）
- 東洋軽量史資料館（東洋計器、長野県松本市）
- 豊島屋歴史資料館（豊島屋、長野県岡谷市）
- エプソンミュージアム諏訪（セイコーエプソン、長野県諏訪市）- 2022年（令和4年）5月18日オープン。
  - 創業記念館（セイコーエプソン、長野県諏訪市）
    - ものづくり歴史館（セイコーエプソン、長野県諏訪市）
- ハナマルキ みそ作り体験館（ハナマルキ、長野県伊那市）
- 養命酒記念館（養命酒製造、長野県駒ヶ根市）
- 時計工房偽象堂（偽象堂、長野県下諏訪町）
- ニデックオルゴール記念館「すわのね｣（ニデックインスツルメンツ、長野県下諏訪町）
- 酒造コレクション（坂井銘醸、長野県千曲市）
- 藤本蚕業歴史館（藤本工業、長野県上田市）
- 往時の酒の道具展示場（武重本家酒造、長野県佐久市）
- 酒の資料館（黒澤酒造、長野県佐久穂町）
- 和水蔵（なごみぐら）（大洋酒造、新潟県村上市）
- 新潟市新津鉄道資料館（総合車両製作所新津事業所・東日本旅客鉄道（JR東日本）、新潟県新潟市）
- せんべい王国（栗山米菓、新潟県新潟市）
- 長岡歯車資料館（長岡歯車製作所、新潟県長岡市）
- 足跡・佐渡金山（坑道、資料館）（三菱マテリアル、新潟県佐渡市）
- ISEKI Dream Gallery Niigata（井関農機、新潟県三条市） - 運営は子会社の井関新潟製造所が行っている。
- マルナオ OPEN FACTORY（マルナオ、新潟県三条市）
- 市民の家・小千谷信濃川水力発電館『おぢゃ〜る』（東日本旅客鉄道（JR東日本）、新潟県小千谷市）
- 越後ゆきくら館（玉川酒造、新潟県魚沼市）
- INPEX MUSEUM（INPEX、新潟県上越市）
- Okkyミュージアム（電源開発、新潟県湯沢町）
- 紙の資料館特種製紙総合技術研究所Pam （特種東海製紙、静岡県長泉町）
- 池田記念室（富士通、静岡県沼津市）
  - 富士通アーカイブズ（富士通、静岡県沼津市）
- 赤沢海洋浸水展示館（DHC、静岡県伊東市）
- がくてつ機関車ひろば（岳南電車、静岡県富士市）
- コミュニケーション・プラザ富士（中日本高速道路、静岡県富士市）
- 富士モータースポーツミュージアム（トヨタ不動産・トヨタ自動車、静岡県駿東郡小山町）
- 井川展示館（中部電力、静岡県静岡市）
- 清水ラムネ博物館（木村飲料、静岡県静岡市）
- フェルケール博物館（鈴与、静岡県静岡市） - 1991年（平成3年）に開館し、2002年（平成13年）11月に缶詰記念館が一般公開[21]
- はごろもイノベーションセンター（はごろもフーズ、静岡県静岡市）
  - シーチキンアカデミー（はごろもフーズ、静岡県静岡市）
- タミヤ歴史館（タミヤ、静岡県静岡市）
  - タミヤ本社 ロビー 実車展示コーナー（タミヤ、静岡県静岡市）
- 資生堂企業資料館（資生堂、静岡県掛川市）
- ヤマハ・コミュニケーションプラザ（ヤマハ発動機、静岡県磐田市）
- 河合楽器製作所竜洋工場ピアノ歴史資料室（河合楽器製作所、静岡県磐田市）
- 中日新聞社 歴史展示コーナー（中日新聞東海本社、静岡県浜松市）
- 本田宗一郎ものづくり伝承館（本田技研工業、静岡県浜松市）
- ヤマハ企業ミュージアム「イノベーションロード」（ヤマハ、静岡県浜松市）
- スズキ歴史館（スズキ、静岡県浜松市）
- ソミック石川歴史館（ソミック石川、静岡県浜松市）
- 豊田佐吉記念館（トヨタグループ、静岡県湖西市）
- 超音波科学館（本多電子、愛知県豊橋市）
- 八丁味噌の郷（カクキュー、愛知県岡崎市）
- 三菱オートギャラリー（三菱自動車工業、愛知県岡崎市）
  - 過ちに学ぶ研修室（三菱自動車工業、愛知県岡崎市）
- 岡崎信用金庫資料館（岡崎信用金庫、愛知県岡崎市）
- トヨタ会館（トヨタ自動車、愛知県豊田市）
  - トヨタ鞍ヶ池記念館（トヨタ自動車、愛知県豊田市）
- アイシンコムセンター（アイシン、愛知県刈谷市）
- デンソーギャラリー→DENSO MUSEUM（デンソー、愛知県刈谷市）
- 蜜蜂博物館（三国高原みつばちセンター、愛知県瀬戸市）
- ホーユー展示室→ホーユー資料館（ホーユー、愛知県瀬戸市）
- 抹茶ミュージアム 西条園 和く和く（あいや、愛知県西尾市）
- 九重みりん時代館（九重味醂、愛知県碧南市）
- 博物館「酢の里」→MIZKAN MUSEUM（ミツカン、愛知県半田市）
- 国盛酒の文化館（中埜酒造、愛知県半田市）
- INAXライブミュージアム（LIXIL、愛知県常滑市）- 2019年（平成31年/令和元年）秋リニューアルオープン。
  - 窯のある広場・資料館（LIXIL、愛知県常滑市）
  - 世界のタイル博物館（LIXIL、愛知県常滑市）
  - 建築陶器のはじまり館（LIXIL、愛知県常滑市）
  - 土・どろんこ館（LIXIL、愛知県常滑市）
  - 陶楽工房（LIXIL、愛知県常滑市）
  - ものづくり工房（LIXIL、愛知県常滑市）
- 盛田味の館（盛田、愛知県常滑市）
- ガスエネルギー館（東邦ガス、愛知県東海市）
- 鍛造技術の館（愛知製鋼、愛知県東海市）
- カゴメ記念館（カゴメ、愛知県東海市）
- トヨタ博物館（トヨタ自動車、愛知県長久手市）
  - クルマ文化資料室（トヨタ自動車、愛知県長久手市）
    - クルマづくり日本史（トヨタ自動車、愛知県長久手市）- 2022年（令和4年）4月16日オープン。
- レトロでんしゃ館（名古屋市交通局、愛知県日進市）
- MASPROミュージアム（マスプロ電工、愛知県日進市）
- 壱番屋記念館（壱番屋、愛知県清須市）
- 名鉄 清州教習所 保存（名古屋鉄道、愛知県清須市）
- マフラーミュージアム（三五コーポレーション、愛知県名古屋市）
- ネックス・プラザ（名古屋高速道路、愛知県名古屋市）
- 東海銀行貨幣展示室→東海銀行貨幣資料館→三菱UFJ銀行貨幣資料館→貨幣・浮世絵ミュージアム（東海銀行→三菱UFJ銀行、愛知県名古屋市）
- 市営交通資料センター（名古屋市交通局、愛知県名古屋市）
- でんきの科学館（中部電力、愛知県名古屋市）
- 名鉄グランドホテル 名鉄客室資料展示室（名古屋鉄道、愛知県名古屋市）
- トヨタテクノミュージアム 産業技術記念館→トヨタ産業技術記念館（トヨタグループ、愛知県名古屋市）
- ノリタケの森（ノリタケカンパニーリミテド、愛知県名古屋市）
- ホーユーヘアカラーミュージアム（ホーユー、愛知県名古屋市）- 2022年（令和4年）9月完成。2023年（令和5年）5月オープン。
- ブラザーコミュニケーションスペース→ブラザーミュージアム（ブラザー工業、愛知県名古屋市）
- リニア・鉄道館（東海旅客鉄道（JR東海）、愛知県名古屋市）
- 大江時計台航空史料室（三菱重工業、愛知県名古屋市）
- 碍子博物館（日本碍子、愛知県小牧市）
- マドラスミュージアム（マドラス、愛知県丹羽郡大口町）
- 博石館（株式会社岩本、岐阜県中津川市）
- ヤマザキマザック工作機械博物館（ヤマザキマザック、岐阜県美濃加茂市）- 2019年（平成31年/令和元年）11月2日開館。
- 松井屋酒造資料館（松井屋酒造屋、岐阜県富加町）
- フェザーミュージアム（フェザー安全剃刀、岐阜県関市）
- 内藤記念くすり博物館（エーザイ、岐阜県各務原市）
- こども陶器博物館（金正陶器、岐阜県多治見市）
- ドローンミュージアム&パークみの（ROBOZ、岐阜県美濃市）
- 馬渕たんす資料館（馬渕産業、岐阜県岐阜市）
- 西濃記念館（西濃運輸、岐阜県大垣市）
- エアーかおる物語（浅野燃糸、岐阜県安八町）
- 氷砂糖資料館（中日本氷糖、岐阜県海津市）
- 胡麻の郷（真誠プランニング、岐阜県関ケ原町）
- 貨物鉄道博物館（三岐鉄道、三重県いなべ市）
- 百五銀行歴史資料館（百五銀行[22]、三重県津市[22]） - 2016年（平成28年）1月12日に丸之内本部棟に開館[22]。
- FFCミュージアム（赤塚グループ、三重県津市）
- 万協フィギュア博物館（万協製薬、三重県多気町）
- ミキモト真珠島（ミキモト、三重県鳥羽市）
  - 御木本幸吉記念館（ミキモト、三重県鳥羽市）
    - 真珠博物館（ミキモト、三重県鳥羽市）
- YKKセンターパーク（YKK、富山県黒部市）
- 黒部川電気記念館（関西電力、富山県黒部市）
- 尾崎かまぼこ館（尾崎商会、富山県魚津市）
- 有峰記念館 アーカイブス有峰（北陸電力、富山県富山市）
- 梅かまミュージアム U-mei館（梅かま、富山県富山市）
- 創造の森 越中座（北日本新聞、富山県富山市）
- ますのすしミュージアム（源 (食品製造会社)#源、富山県富山市）
- SHOWA NOTE TAKAOKA FACTORY（ショウワノート、富山県高岡市）
- 能作 FACTORY TOUR（能作、富山県高岡市）
- イソライト珪藻土記念館（イソライト工業、石川県七尾市）
- ヤマト糀パーク（ヤマト醤油味噌、石川県金沢市）
- 白山総合車両所 ビジターセンター（西日本旅客鉄道（JR西日本）、石川県白山市） - 2024年春完成予定。
- こまつの杜（小松製作所、石川県小松市）
  - わくわくコマツ歴史館（小松製作所、石川県小松市）
  - わくわくコマツ未来館（小松製作所、石川県小松市）
    - コマツを支えた建機たち（小松製作所、石川県小松市）
- 大日盛酒蔵資料館（橋本酒造、石川県加賀市）
- そば資料館（武生製麺、福井県越前市）
- 北府駅鉄道ミュージアム（福井鉄道、福井県越前市）
- ヤマトタカハシ 敦賀昆布館（ヤマトタカハシ、福井県敦賀市）

#### 近畿
- ヤンマーミュージアム（ヤンマー、滋賀県長浜市）- 滋賀研究所跡地に2013年（平成25年）3月21日開館[23]。2018年（平成30年）9月から1年間休館し、2019年（平成31年/令和元年）10月5日リニューアルオープン。
  - セレッソミュージアム（セレッソ大阪、滋賀県長浜市）
- メンターム資料館（近江兄弟社、滋賀県近江八幡市）
- 八日市駅・近江鉄道ミュージアム（近江鉄道、滋賀県東近江市）
- 蔵しっく館（岡村本家、滋賀県豊郷町）
- 伊藤忠兵衛記念館（伊藤忠商事・豊郷済美会、滋賀県豊郷町）
- 信楽古陶館（丸克製陶所、滋賀県甲賀市）
- 日立造船「舞鶴館」（日立造船、京都府舞鶴市）
- 丹後ちりめん記念館（今井織物、京都府与謝野町）
- グンゼ記念館（グンゼ、京都府綾部市）
  - グンゼ歴史資料館（グンゼ、京都府綾部市）
    - グンゼ博物苑（グンゼ、京都府綾部市）
- 立石一真創業記念館（オムロン、京都府京都市）
- 東映太秦映画村映画文化館（東映、京都府京都市）
  - 東映アニメギャラリー（東映、京都府京都市）
- 八つ橋庵とししゅうやかた（かけはし、京都府京都市）
- 京菓子資料館（俵屋吉富、京都府京都市）
- イシダのハカリ歴史館（イシダ、京都府京都市）
- 京都鉄道博物館（西日本旅客鉄道（JR西日本）、京都府京都市）
- オムロンコミュニケーションプラザ（オムロン、京都府京都市）
- 香老舗 松栄堂 kon-labo 香りのさんぽ（松栄堂、京都府京都市）
- NISSHA印刷歴史館（NISSHA、京都府京都市）
- 島津創業記念資料館 - 科学の森 - （島津製作所、京都府京都市）
- キンシ正宗堀野記念館（キンシ正宗、京都府京都市）
- Museum of Beauty（ワコール、京都府京都市）
- 松下資料館（パナソニックホールディングス・PHP研究所、京都府京都市）
- 日本髪資料館（美容室やまと、京都府京都市）
- 京セラファインセラミック館（京セラ、京都府京都市）
  - 稲盛ライブラリー（京セラ、京都府京都市）
- 宝ホールディングス歴史記念館（宝ホールディングス、京都府京都市）
- 月桂冠大倉記念館（月桂冠、京都府京都市）
- 河童資料館→キザクラカッパカントリー（黄桜、京都府京都市） - 「河童資料館」を2002年（平成14年）10月1日に開館[24]
  - 黄桜記念館（黄桜、京都府京都市）
- ワタキュー歴史資料館（ワタキューセイモア、京都府綴喜郡井手町）
- KTCものづくり技術館（京都機械工具、京都府久御山町）
- ニンテンドーミュージアム（任天堂、京都府宇治市） - 閉鎖された宇治小倉工場を改装して2024年（令和6年）3月開館予定。
- 石橋信夫記念館（大和ハウス工業、奈良県奈良市）
- 奥村記念館（奥村組、奈良県奈良市）
- 瓦歴史資料館（石野瓦工業、奈良県天理市）
- シャープミュージアム（シャープ、奈良県天理市）
- 三光丸クスリ資料館（三光丸、奈良県御所市）
- 温故伝承館（名手酒造店、和歌山県海南市）
- 角長醤油・角長の職人蔵（角長、和歌山県湯浅町）
  - 角長醤油資料館（角長、和歌山県湯浅町）
- 紀州梅干館（ウメタ、和歌山県日高郡みなべ町）
- インスタントラーメン発明記念館（旧称）→安藤百福発明記念館 大阪池田（カップヌードルミュージアム 大阪池田）（日清食品ホールディングス、大阪府池田市）
- ヒューモビリティワールド（ダイハツ工業、大阪府池田市）
- 日東電工茨木事業所 本館展示エリア（日東電工、大阪府茨木市）
- 生命誌研究館（日本たばこ産業（JT）、大阪府高槻市）
- ダスキンミュージアム（ダスキン、大阪府吹田市）
  - ミスドミュージアム（ダスキン、大阪府吹田市）
    - おそうじ館（ダスキン、大阪府吹田市）
- アサヒビール ミュージアム（アサヒビール、大阪府吹田市）- 2022年（令和4年）4月25日オープン。
- 鉄道安全考動館（西日本旅客鉄道（JR西日本）、大阪府吹田市） - 一般非公開
- 公文公記念館（公文公教育研究所、大阪府豊中市）
- ロート製薬 社内向けコーナー（ロート製薬、大阪府大阪市）
- 味の素 食の文化センター（味の素、大阪府大阪市）
- まほうびん記念館（象印マホービン、大阪府大阪市）
- 日本ペイント歴史館（日本ペイント、大阪府大阪市）
- 大林組歴史館（大林組、大阪府大阪市）
- 鴻池組 大阪テクノセンター KONOIKE HISTORY LAB（鴻池組、大阪府大阪市）
- ミズノスポートロジーギャラリー（ミズノ、大阪府大阪市）
- 造幣博物館（造幣局、大阪府大阪市）
- 塩野義製薬 本社展示コーナー（塩野義製薬、大阪府大阪市）
- 大日本住友製薬展示Gallery→住友ファーマ展示Gallery（住友ファーマ、大阪府大阪市）
- 田辺三菱製薬史料館（田辺三菱製薬、大阪府大阪市）
- 旧小西家住宅史料館（コニシ、大阪府大阪市）
- 牛乳石鹸歴史資料館（牛乳石鹸共進社、大阪府大阪市）
- 高島屋史料館（高島屋、大阪府大阪市）
- デサント 本社展示コーナー（デサント、大阪府大阪市）
- 空気と水の記念室（エア・ウォーター、大阪府大阪市）
- 江崎記念館（江崎グリコ、大阪府大阪市）
- 大同生命保険 メモリアルホール特別展示『大同生命の源流“加島屋と広岡浅子”』（大同生命保険、大阪府大阪市）
- 商船三井ミュージアム「ふねしる」（商船三井、大阪府大阪市） - 2025年7月19日オープン。
- 山崎ウイスキー館（サントリー、大阪府島本町）
- 京阪電車 車両展示コーナー（京阪電車、大阪府枚方市）
- 夢工房ミュージアム（山岡金属工業、大阪府守口市）
- 松下電器歴史館→パナソニックミュージアム→パナソニックミュージアム 松下幸之助歴史館（パナソニックホールディングス、大阪府門真市）
  - 松下幸之助館（パナソニックホールディングス、大阪府門真市）
    - 松下幸之助歴史館→ものづくりイズム館（パナソニックホールディングス、大阪府門真市）
- タイガー魔法瓶 企業展示ショールーム「カンパニーエキシビジョン」（タイガー魔法瓶、大阪府門真市）
- ハウス食品 本社展示コーナー（ハウス食品、大阪府東大阪市）
- 若井ホールディングス エントランス（若井ホールディングス、大阪府東大阪市）
- コンペイトウミュージアムやお（大阪糖菓、大阪府八尾市）
- 河内ワイン館（河内ワイン、大阪府羽曳野市）
- つまようじ資料室（広栄社、大阪府河内長野市）
- すだれ資料館（井上スダレ、大阪府河内長野市）
- 大阪ガス ガス科学館（大阪ガス、大阪府高石市）
- 自転車博物館→シマノ自転車博物館（シマノ、大阪府堺市）- 2022年（令和4年）3月25日新築移転し、リニューアルオープン。
- 堺刃物ミュージアム（堺打刃物、大阪府堺市）
- コンペイトウプチミュージアム（大阪糖菓、大阪府堺市）
- ふぐ博物館（喜太八、大阪府岸和田市）
- 月化粧ファクトリー 展示エリア（青木松風庵、大阪府阪南市）
- ブルワリーミュージアム（小西酒造、兵庫県伊丹市）
- 東リ インテリア歴史館（東リ、兵庫県伊丹市）
- 尼信会館（尼崎信用金庫、兵庫県尼崎市）
  - 世界の貯金箱博物館（尼崎信用金庫、兵庫県尼崎市）
- ヤンマー尼崎工場史料館（ヤンマー、兵庫県尼崎市）
- 甲子園歴史館（阪神電気鉄道、兵庫県西宮市）- 2022年（令和4年）3月3日リニューアルオープン。
  - 甲子園プラス（阪神電気鉄道、兵庫県西宮市）- 2022年（令和4年）3月3日リニューアルオープン。
- 白鷹禄水苑（白鷹、兵庫県西宮市）
- 日本盛酒蔵通り煉瓦館（日本盛、兵庫県西宮市）
- 白鹿記念酒造博物館（辰馬本家酒造、兵庫県西宮市）
- 旧山邑家住宅（淀川製鋼所、兵庫県芦屋市）
  - 淀川製鋼所迎賓館（淀川製鋼所、兵庫県芦屋市）
- 井植記念館（三洋電機、兵庫県神戸市）
- アシックススポーツミュージアム（アシックス、兵庫県神戸市）
- カワサキワールド（川崎重工業、兵庫県神戸市）
  - 安全道場（川崎重工業、兵庫県神戸市）
- 竹中大工道具館（竹中工務店、兵庫県神戸市）
- フェリシモ チョコレート ミュージアム（フェリシモ、兵庫県神戸市）- 2021年（令和3年）10月22日オープン。
- フジッコ食育ミュージアム（フジッコ、兵庫県神戸市）
- UCCコーヒー館→UCCコーヒー博物館（UCC上島珈琲、兵庫県神戸市）
- 伊藤傳三記念館（伊藤ハム、兵庫県神戸市）
- 沢の鶴資料館（沢の鶴、兵庫県神戸市）
- 灘浜サイエンススクエア（神戸製鋼所、兵庫県神戸市）
- ホール・オブ・ホールズ六甲→六甲オルゴールミュージアム→ROKKO森の音ミュージアム（阪神電気鉄道・六甲山観光、兵庫県神戸市）- 2021年（令和3年）7月16日リニューアルオープン。
- Q・B・Bプロセスチーズパーク（六甲バター、兵庫県神戸市）
- グリコピア神戸（江崎グリコ、兵庫県神戸市）
- 白鶴酒造資料館（白鶴酒造、兵庫県神戸市）
- 神戸酒心館（神戸酒心館<旧福壽酒造>、兵庫県神戸市）
- 浜福鶴吟醸工房（浜福鶴銘醸、兵庫県神戸市）
- 櫻正宗記念館櫻宴（櫻正宗、兵庫県神戸市）
- 菊正宗酒造記念館（菊正宗酒造、兵庫県神戸市） - 1659年（万治2年）築の酒蔵を移築し、1960年（昭和35年）に開館[25]
  - 菊正宗 盃展示館（菊正宗酒造、兵庫県神戸市）- 2022年（令和4年）4月6日オープン。
- 高嶋酒類食品#美味伝承甲南漬資料館（高嶋酒類食品、兵庫県神戸市）
- PRIMIX MUSEUM（プライミクス、兵庫県淡路市）
- 土のミュージアムSHIDO（シド）（近畿壁材工業、兵庫県淡路市）
- コークス史料館（関西熱化学、兵庫県加古川市）
- 大庫記念館（オークラ輸送機、兵庫県加古川市）
- 成寿殿（ナリス化粧品、兵庫県三木市） - 2021年（令和3年）2月10日オープン。
- ダイセル異人館（ダイセル、兵庫県姫路市）
- あずきミュージアム（御座候、兵庫県姫路市）
- 姫路ガスエネルギー館（大阪ガス、兵庫県姫路市）
- 揖保乃糸資料館そうめんの里（兵庫県手延素麺協同組合、兵庫県たつの市）
- うすくち龍野醤油資料館（ヒガシマル醤油、兵庫県たつの市）
- SEIBAN MUSEUM（セイバン、兵庫県たつの市）
- 奥藤酒造郷土館（奥藤商事、兵庫県赤穂市）

#### 中国・四国
- 日置桜酒造資料館（山根酒造場、鳥取県鳥取市）
- 酒蔵資料館（稲田本店、鳥取県米子市）
- しんぶん学聞館（山陰中央新報、島根県出雲市）
- かけや酒蔵資料館（竹下本店、島根県雲南市）
- 高砂酒蔵資料館（財間酒場、島根県津和野町）
- 津山まなびの鉄道館（西日本旅客鉄道（JR西日本）、岡山県津山市）
- カバヤライブラリー（カバヤ食品、岡山県岡山市） - リニューアルオープン日未定。
- 木下サーカスミュージアム（木下大サーカス、岡山県岡山市）- 2022年（令和4年）8月26日オープン
- 岡山映像ライブラリーセンター（RSK山陽放送、岡山県岡山市）
- 坂野記念館（日本郵政、岡山県岡山市）
- おかでんミュージアム＋水戸岡鋭治デザイン（岡山電気軌道、岡山県岡山市）
- 西大寺文化資料館（天満屋、岡山県岡山市）
- リプロくい（杭）ミュージアム（リプロ、岡山県岡山市）
- さん太しんぶん館（山陽新聞、岡山県都窪郡早島町）
- 倉紡記念館（倉敷紡績、岡山県倉敷市）
- 野崎家塩業歴史館（ナイカイ塩業、岡山県倉敷市）
- 児島学生服資料館（日本被服、岡山県倉敷市）
- 井笠鉄道記念館（井笠鉄道→井笠バスカンパニー、岡山県笠岡市）
- 紙ヒコーキ博物館（キャステム、広島県福山市）
- HAKKOファクトリー（万田発酵、広島県尾道市）
- アヲハタ ジャムデッキ（アヲハタ、広島県竹原市）
- マツダミュージアム（マツダ、広島県府中町） - 2022年（令和4年）5月23日リニューアルオープン。
- 「楠苑」三島食品資料館（三島食品[26]、広島県山県郡千代田町[26]） - 1992年（平成4年）3月に開館[26]。別名ふりかけ資料館といわれる[27]。
- お好み焼博物館（お好み共和国ひろしま村、広島県広島市） - 2003年（平成15年）6月20日に開館[28]
- woodEggお好み焼き館（オタフクソース、広島県広島市）
- イズミ資料館（イズミ、広島県広島市）
- ちゅーピーパーク 中国新聞広島制作センター（中国新聞社、広島県廿日市市）
- 東洋紡岩国事業所史料館（東洋紡、山口県岩国市）
- 甘露醤油資料館（佐川醤油店、山口県柳井市）
- CANDY PARK ヒトツブのヒカリ（カンロ、山口県光市） - 創業100周年記念事業として2013年（平成25年）4月4日に開館[29]
- 長州鋳物記念館（アボンコーポレーション、山口県防府市）- 2020年（令和2年）7月12日オープン。
- KDDIパラボラ館（KDDI、山口県山口市）
- UBE i-Plaza（UBE、山口県宇部市）
- かまぼこ歴史館（宇部蒲鉾、山口県宇部市）
- 三菱重工業下関造船所史料館（三菱重工業、山口県下関市）
- 蛍遊苑長府製作所記念館（長府製作所、山口県下関市）
- やまぎん史料館（山口銀行、山口県下関市）
- 関門プラザ（西日本高速道路、山口県下関市）
- 坊っちゃん列車ミュージアム（伊予鉄道、愛媛県松山市）
- 奥道後坪内記念館（ホテル奥道後、愛媛県松山市）
- ISEKI Dream Gallery（井関農機、愛媛県松山市） - 運営は子会社の井関松山製造所が行っている。
- 世界食文化博物館（日本食研ホールディングス、愛媛県今治市） - 創業30周年記念事業として建設した愛媛本社に併設[30]
  - 日本食研歴史館・商品展示館（日本食研ホールディングス、愛媛県今治市）
    - 世界ハム・ソーセージ博物館（日本食研ホールディングス、愛媛県今治市）
- 四国鉄道文化館（四国旅客鉄道（JR四国）、愛媛県西条市）
  - 鉄道歴史パーク in SAIJO（四国旅客鉄道（JR四国）、愛媛県西条市）
- 別子銅山記念館（住友グループ、愛媛県新居浜市）
- 住友化学愛媛工場歴史資料館（住友化学、愛媛県新居浜市）
- 醤の郷（マルキン醤油記念館）（マルキン醤油、旧マルキン忠勇→盛田、香川県小豆島町）
- さぬきうどんミュージアム（石丸製麺、香川県高松市）
- 金陵の郷（西野金陵、香川県琴平町）
- 川鶴資料館（川鶴酒造、香川県観音寺市）
- 大塚記念館（大塚製薬工場、徳島県鳴門市）
- 大塚製薬 板野工場 展示棟（大塚製薬、徳島県板野町）
- 勢玉資料館（勢玉、徳島県徳島市）
- 酒蔵桂月館（土佐酒造、高知県土佐町）
- 四国自動車博物館（ネッツトヨタ南国、高知県香南市）
- 中村時計博物館（中村時計店、高知県南国市）

#### 九州・沖縄
- TOTO歴史資料館→TOTOミュージアム（TOTO、福岡県北九州市）
- ゼンリン地図の資料館→ゼンリンミュージアム（ゼンリン、福岡県北九州市）‐ 2020年（令和2年）6月6日リニューアルオープン。
- 第一交通産業記念館（第一交通産業、福岡県北九州市）
- 小倉工場鉄道ランド（九州旅客鉄道（JR九州）、福岡県北九州市）- 2022年（令和4年）4月23日オープン
- ニッスイパイオニア館（日本水産→ニッスイ、福岡県北九州市）
- 出光創業史料館（出光興産、福岡県北九州市）
- 門司電気通信レトロ館（西日本電信電話（NTT西日本）、福岡県北九州市）
- 門司麦酒煉瓦館（サッポロビール、福岡県北九州市）
- 九州鉄道記念館（九州鉄道→九州旅客鉄道（JR九州）、福岡県北九州市）
  - 安全創造館（九州旅客鉄道（JR九州）、福岡県北九州市）
- 安川電機みらい館（安川電機、福岡県北九州市）
  - 安川電機歴史館（安川電機、福岡県北九州市）
- わかちく史料館（若築建設、福岡県北九州市）
- 白島展示館（白島石油備蓄、福岡県北九州市）
- 日立金属鋳物記念館（日立金属、福岡県京都郡苅田町）
- 西日本シティ銀行ココロ館 歴史・文化サロン（西日本シティ銀行、福岡県福岡市）
- マルタイミュージアム（マルタイ、福岡県福岡市）
- 浜池酒造 酒蔵資料館（浜池酒造、福岡県福岡市）
- にしてつバース（西日本鉄道、福岡県福岡市）- 2023年（令和5年）2月25日オープン。
- 博多の職と文化の博物館（ふくや、福岡県福岡市）
- 博多百年蔵（石蔵酒造、福岡県福岡市）
- コンペイトウミュージアム福岡（大阪糖菓、福岡県福岡市）
- とんこつラーメン博物館（一蘭、福岡県糸島市）
- 大橋松雄農業機械歴史館（福岡九州クボタ、福岡県久留米市）
- 富安本家酒造 酒資料館（富安本家酒造、福岡県久留米市）
- 花の露 酒蔵資料館（花の露、福岡県久留米市）
- 久光製薬ミュージアム（久光製薬、佐賀県鳥栖市）- 2019年（令和元年）オープン（単独での公開はしておらず工場見学をする場合に限り受付可能）。
- 村岡総本舗羊羹資料館（村岡総本舗、佐賀県小城市）
- 大平庵（たいへいあん）酒蔵資料館（大平庵、佐賀県多久市）
- 玄海原子力発電所展示館（九州電力、佐賀県東松浦郡玄海町）
- 福鶴じゃがたらお春博物館（福田酒造、長崎県平戸市）
- たびら平戸口駅 鉄道博物館（松浦鉄道、長崎県平戸市）
  - 鉄道資料館（松浦鉄道、長崎県平戸市）
- 長工醤油資料蔵（チョーコー醤油、長崎県大村市）
- BOAT RACE発祥の地記念館（大村競艇場、長崎県大村市）- 2022年（令和4年）4月29日リニューアルオープン。
- 三菱重工業長崎造船所史料館（三菱重工業、長崎県長崎市）
  - 安全伝心館（三菱重工業、長崎県長崎市）
- 十八銀行 史料展示室（十八銀行→十八親和銀行、長崎県長崎市）
- 長崎路面電車資料館（長崎電気軌道、長崎県長崎市）
- 海底線史料館（NTTワールドエンジニアリングマリン、長崎県長崎市）
- 千代の園酒造史料館（千代の園酒造、熊本県山鹿市）
- 阿蘇火山博物館（阿蘇製薬、熊本県南阿蘇村）
- 納豆資料館（マルキン食品、熊本県熊本市）
- 新聞博物館（熊本日日新聞、熊本県熊本市）
- 瑞鷹酒蔵資料館（瑞鷹、熊本県熊本市）
- 再春館製薬所歴史資料館（再春館製薬所、熊本県上益城郡益城町）
- ISEKI Dream Gallery Kumamoto（井関農機、熊本県上益城郡益城町） - 運営は子会社の井関熊本製造所が行っている。
- 通潤酒造資料館（通潤酒造、熊本県上益城郡山都町）
- イルカミュージアム（丸建水産、熊本県天草市）
- 球磨焼酎ミュージアム白岳伝承蔵（高橋酒造、熊本県人吉市）
- 薫長酒蔵資料館（クンチョウ酒造、大分県日田市）
- 豊後森機関庫ミュージアム（日本国有鉄道→九州旅客鉄道（JR九州）、大分県玖珠町）
- 八丁原発電所展示館（九州電力、大分県九重町）
- 日本竹野博物館（貴嶋、大分県別府市）
- 旭化成延岡展示センター（旭化成、宮崎県延岡市）
- 杜の展示館（雲海酒造、宮崎県東諸県郡綾町）
- じゃじゃ君と行く みやにちミュージアム（宮崎日日新聞、宮崎県宮崎市）
- 宮崎日機装 展示室（宮崎日機装、宮崎県宮崎市）
- グリーンパークえびの（コカ・コーラウエスト→コカ・コーラボトラーズジャパン、宮崎県えびの市）
- 鉄道資料館（観光SL会館）（九州旅客鉄道（JR九州）、鹿児島県姶良郡湧水町）
- 川内原子力発電館（九州電力、鹿児島県薩摩川内市）
- 田苑酒造焼酎資料館（田苑酒造、鹿児島県薩摩川内市）
- 杜氏の里笠沙（杜氏の里、鹿児島県南さつま市）
- 南薩鉄道記念館（鹿児島交通、鹿児島県南さつま市）
- 山川発電所展示室（九州電力、鹿児島県指宿市）
- 薩摩酒造焼酎文化資料館明治蔵（薩摩酒造、鹿児島県枕崎市）
- 沖縄郵政資料センター（日本郵政、沖縄県那覇市）
- 琉球新報新聞博物館（琉球新報、沖縄県那覇市）
- ゆいレール展示館（沖縄都市モノレール、沖縄県那覇市）
- サタケ八重山ハヤシ記念館（サタケ、沖縄県石垣市）

### 企業の事業所・研究所・工場・施設・イベントホール・テーマパーク・レストラン・ギャラリー

#### 北海道
- 原子力PRセンター とまりん館（北海道電力、北海道泊村）
- 白い恋人パーク（石屋製菓、北海道札幌市）
  - チョコレートラウンジ（石屋製菓、北海道札幌市）
- 北ガスショールームSAGATIK（北海道ガス、北海道札幌市）
- ほくでん火力なるほど館（北海道電力、北海道厚真町）

#### 東北
- 味どうらく&かくし味クッキングスタジオ（東北醤油、秋田県秋田市）
- 新世代モーター特性評価ラボ（IHI、秋田県秋田市）
- オランダせんべいFACTORY（酒田米菓、山形県酒田市）
- やまがたウィズガス未来館 白山の森（山形ガス、山形県山形市）
- シベール ファクトリーパーク（シベール、山形県山形市）
- ライフギャラリー（ヴァーナル、山形県山形市、新潟、大阪）
- でん六蔵王の森工場（でん六、山形県上山市）
- ガスサロン（仙台市ガス局、宮城県仙台市）
- 東北電力奥会津水力館 みお里（東北電力、福島県金山町）
- 双葉スーパーゼロミル（仮称）（浅野燃糸、福島県双葉町）- 2023年（令和5年）4月オープン。
- めんたいパーク（かねふく、茨城県大洗町・群馬・甘楽・伊豆・常滑・びわ湖・神戸）
- ウインナー手作り体験工房 - 下館工房（日本ハムファクトリー、茨城県筑西市）
- ザ・ヒロサワ・シティ（広沢製作所・広沢グループ、茨城県筑西市）
- エスビーハーブセンターつくば（エスビー食品、茨城県つくば市）
- 明治なるほどファクトリー（明治、茨城県守谷市・坂戸・東海・愛知・大阪・関西）
- SHISEIDO BEAUTY PLAYGROUND（資生堂、栃木県大田原市）
- 蛸屋 おかしパーク（蛸屋、栃木県小山市）
- 月夜野びーどろパーク（上越クリスタル硝子、群馬県みなかみ町）
- JINS PARK（ジンズパーク）（ジンズホールディングス、群馬県前橋市）
- ドンレミーのテーマパーク（ドンレミー、群馬県高崎市）- 2024年（令和6年）春オープン予定。
- EDWIN DENIM GALAXY日暮里（エドウイン、東京都荒川区）
- ナムコ・ナンジャタウン（ナムコ→バンダイナムコアミューズメント、東京都豊島区）
  - J-WORLD TOKYO（ナムコ→バンダイナムコアミューズメント、東京都豊島区）
    - バンダイナムコ Cross Store（バンダイナムコアミューズメント、東京都豊島区、横浜、大阪、福岡）
      - サンライズワールド（バンダイナムコアミューズメント・バンダイナムコフィルムワークス（サンライズ）、東京都豊島区、横浜、大阪、福岡）
- 不二家レストラン（不二家フードサービス→不二家、東京都文京区）
- TOKYOデザインスタジオ（ダイコク電機、東京都中野区）
- e psite（セイコーエプソン、東京都新宿区）
- CAPCOM STORE（カプコン、東京都渋谷区・大阪府大阪市）
- HEBEL HAUS TOKYO PRIME SQUARE（旭化成ホームズ、東京都新宿区）
- アルペン トーキョー（Alpen TOKYO）（アルペン、東京都新宿区）
- ガンダムカフェ（バンダイ→BANDAI SPIRITS、東京都千代田区・港区）
- 番町の森（日本テレビ放送網、東京都千代田区）
- NHKプラスクロスSHIBUYA（日本放送協会（NHK）、東京都渋谷区）
- Shibuya Sakura Stage（渋谷サクラステージ）（ヤマハ、東京都渋谷区）- 2024年（令和6年）夏完成予定。
- ニコンサロン（ニコン、東京都中央区・新宿区、大阪）
- 富士フォトサロン（富士フイルム、東京都中央区）
- METoA Ginza（三菱電機、東京都中央区）
- ガーディアン・ガーデン（リクルート、東京都中央区）
- カスタマーエクスペリエンスセンター（パナソニックコネクト、東京都中央区）
- NEC Future Creation Lab（日本電気（NEC）、東京都港区、大阪）
- NHK放送文化研究所（日本放送協会（NHK）、東京都港区）
- THE GUNDAM BASE TOKYO（バンダイ→BANDAI SPIRITS、東京都港区）
- サン電子 三田開発センター（サン電子、東京都港区）
- Hondaウエルカムプラザ青山（本田技研工業、東京都港区）
- ヤクルトホール（ヤクルト本社、東京都港区）
- リスーピア（パナソニック、東京都江東区）
- コナミクリエティブフロント東京ベイ（コナミデジタルエンタテインメント、東京都江東区）- 2025年（令和7年）完成予定。
- NHK放送技術研究所（日本放送協会（NHK）、東京都世田谷区）
- キヤノンギャラリー（キヤノン、東京都品川区・中央九・大阪）
- NECイノベーションワールド（日本電気（NEC）、東京都品川区・大阪）
- 羽田クロノゲート（ヤマト運輸、東京都大田区） - 事前予約必要
- KOKUYODOORS（コクヨドアーズ）（コクヨ、東京都大田区）
- グローバル防災センター（ブリヂストン、東京都小平市）
- 京王あそびの森 HUGHUG（ハグハグ）（京王電鉄、東京都日野市）
- JUKIソーイングセンター（JUKI、東京都多摩市）
- the WAVE エントランス展示（日清食品ホールディングス、東京都八王子市）
- リポビタン ラボ（大正製薬、東京都稲城市）
- AKAGI R&D FUTURE LABO（赤城乳業、埼玉県深谷市）
  - AKAGI ICE FACTORY（赤城乳業、埼玉県深谷市）
- 金笛しょうゆパーク（笛木醤油、埼玉県比企郡川島町）
- キッコーマン食文化センター（キッコーマン、千葉県野田市）
- みるくるわかる工場見学（雪印メグミルク、千葉県野田市）
- NEC CONNECT 5G Lab（NECコネクトファイジーラボ）（日本電気（NEC）、神奈川県川崎市中原区）
  - NECイノベーション新棟（仮称）（日本電気（NEC）、神奈川県川崎市中原区）- 2025年（令和7年）6月完成予定。
- Value Creation Square（仮称）（JVCケンウッド、神奈川県横浜市神奈川区）- 2024年（令和6年）夏完成予定。
- スイソテラス（JXTGエネルギー→ENEOS、神奈川県横浜市港北区）
- 中外ライフサイエンスパーク横浜（中外製薬、神奈川県横浜市戸塚区）- 2023年（令和5年）4月稼働。

#### 中部
- 桔梗信玄餅工場 テーマパーク（桔梗屋、山梨県笛吹市）
- 丸高蔵（神州一味噌、長野県諏訪市）
- 古町・長岡ガスホール（北陸ガス、新潟県新潟市・長岡）
- 東京電力 柏崎刈羽原子力発電所サービルホール（東京電力、新潟県刈羽村）
- バンダイホビーセンター（バンダイ→BANDAI SPIRITS、静岡県静岡市）
- 清水すしミュージアム（エスパルスドリームプラザ、静岡県静岡市）
- 浜岡原子力発電所#浜岡原子力館（中部電力、静岡県御前崎市）
- 新エネルギーホール（中部電力、静岡県御前崎市）
- 佐久間電力館（電源開発、静岡県浜松市）
- 浜松ショールーム フレッツひかりパーク（西日本電信電話（NTT西日本）、静岡県浜松市）
- デンソー高棚製作所ファクトリーツアー（デンソー、愛知県安城市）
- ホーユーグループグローバル交流センター彩友館（ホーユー、愛知県瀬戸市）
- ジブリパーク（スタジオジブリ、愛知県長久手市）- 2022年（令和4年）11月1日から2023年（令和5年）11月1日と2024年（令和6年）3月16日開業予定。
- ホーユー イノベーションセンター（ホーユー、愛知県長久手市）
- アルペン ナゴヤ（Alpen NAGOYA）（アルペン、愛知県名古屋市）
- カゴメ キッチンファーム 名古屋（カゴメ、愛知県名古屋市）
- 日本メナード化粧品本社ビル ショールーム（日本メナード化粧品、愛知県名古屋市）
- NTT三の丸ギャラリー（西日本電信電話（NTT西日本）、愛知県名古屋市）
- MENNOLU LABO（オカムラ、愛知県名古屋市）
- マザック工作機械ギャラリー（ヤマザキマザック、愛知県名古屋市）
- パロマ研究所（パロマ、愛知県名古屋市）
- ほのりんプラザ（大垣ガス、岐阜県大垣市）
- メナードカントリークラブ 西濃コース（日本メナード化粧品、岐阜県大垣市）
- KOYO BASE（光洋陶器、岐阜県土岐市）
- おやつタウン（おやつカンパニー、三重県津市）- 2019年（平成31年/令和元年）7月20日オープン。
- あのつFACTORY（井村屋グループ、三重県津市）
- メナード青山リゾート（日本メナード化粧品、三重県伊賀市）
  - メナードカントリークラブ 青山コース（日本メナード化粧品、三重県伊賀市）
- 上野テクノセンター（ロート製薬、三重県伊賀市）
- 体感ふれあいプラザ（名張近鉄ガス、三重県名張市）
- とやまアルペン乳業 本社工場（とやまアルペン乳業、富山県富山市）
- 七尾大田火力発電所#七尾大田火力発電所PR室（北陸電力、石川県七尾市）
- アリス館志賀（北陸電力、石川県志賀町）
- わくわくコマツ2号館（小松製作所、石川県小松市）
  - わくわくコマツキッズ館（小松製作所、石川県小松市）
    - げんき里山（小松製作所、石川県小松市）
- かまぼこ道場（安田蒲鉾、福井県福井市）
- ESHIKOTO（えしこと）（黒龍酒造、福井県永平寺町）
- 敦賀火力発電所#概要（北陸電力、福井県敦賀市）
- 若狭たかはまエルどらんど（関西電力、福井県高浜町）

#### 近畿
- Horizon 展示コーナー（富士高速印刷、滋賀県高島市）
- 午後の紅茶ツアー（キリンビバレッジ、滋賀県多賀町）
- 日に新たな館（ダイフク、滋賀県日野町）
- ジオラマ・京都・JAPAN（嵯峨野観光鉄道、京都府京都市）
- オムロン京都センタービル啓真館（オムロン、京都府京都市）
- 京セラショールーム（京セラ、京都府京都市）
- 任天堂 本社開発棟（任天堂、京都府京都市）
- 天ヶ瀬発電所PR館（関西電力、京都府宇治市）
- 納得工房（積水ハウス、京都府木津川市）
- 福寿園CHA遊学パーク（福寿園、京都府木津川市）
- 大和ハウスグループ みらい価格共創センター「コトクリエ」（大和ハウス工業、奈良県奈良市）
- 梅乃宿酒造 体験型（梅乃宿酒造、奈良県葛城市）
- SHISEIDO BEAUTY SITE（資生堂、大阪府茨木市）
- ガンダムスクエア（バンダイ→BANDAI SPIRTS、大阪府吹田市）
- オッペン・エステティックアカデミー（オッペン化粧品、大阪府吹田市）
- NIFREL（ニフレル）ミュージアム（海遊館、大阪府吹田市）
- マリオ・カフェ＆ストア（任天堂、大阪府大阪市）- 2020年10月16日オープン。
  - SUPER NINTENDO WORLD（任天堂、大阪府大阪市）- 2021年3月16日オープン。
- NTT西日本データセンター（西日本電信電話（NTT西日本）、大阪府大阪市他）
- 住ムフムラボ（積水ハウス、大阪府大阪市）
- ロートレシピ（ロート製薬、大阪府大阪市）
- MIZNO ENGINE（ミズノエンジン）（ミズノ、大阪府大阪市）
- hu＋gMUSEUM（ハグミュージアム）（大阪ガス、大阪府大阪市）
- ダイキン ソリューションプラザ「フーハ」（ダイキン工業、大阪府大阪市）
- ナレッジキャピタル The lab. みんなで世界一研究所 ナカバヤシブース（ナカバヤシ、大阪府大阪市）
- Nintendo OSAKA（任天堂、大阪府大阪市）
- 杏雨書屋（武田薬品工業、大阪府大阪市）
- 海洋堂フィギュアミュージアム ミライザ大阪城（海洋堂、大阪府大阪市）
- リトルおやつタウンNamba（おやつカンパニー、大阪府大阪市）- 2020年10月31日オープン。
- 海洋堂ホビーランド（海洋堂、大阪府門真市）
- ダイキン堺製作所 臨海工場内ショールーム（ダイキン工業、大阪府堺市）
- 明治なるほどファクトリー関西（明治、大阪府貝塚市）
- ドラゴンクエストアイランド（パソナグループ、兵庫県淡路市）
- OKANO FACTORY OUTLET（岡野食品グループ、兵庫県姫路市）

#### 中国・四国
- カウィーのみるく館（大山乳業農業協同組合、鳥取県東伯郡琴浦町）
  - 大山まきばみるくの里（大山乳業農業協同組合、鳥取県西伯郡伯耆町）
- テラス ザ ダイセン（大山ハム、鳥取県西伯郡伯耆町）
- 丸京庵（丸京製菓、鳥取県米子市）
- 蔵元直売所（大正屋醤油店、島根県安来市）
- 島根原子力館（中国電力、島根県松江市）
- 松江フォーゲルパーク（一畑パーク、島根県松江市）
- ワイン醸造館（島根ワイナリー、島根県出雲市）
- 中国電力 三隅発電所 ふれあいホール（中国電力、島根県浜田市）
- 三城光学研究所（三城ホールディングス、岡山県岡山市）
- RSKバラ園（RSK山陽放送、岡山県倉敷市）
- HAKKOパーク（万田発酵、広島県尾道市）
- コカ・コーラ 三原工場（日本コカ・コーラ、広島県三原市）
- ヒロマラボ（ひろぎんホールディングス、広島県広島市）
- 電車公園（仮称）（広島電鉄、広島県広島市）- 2023年（令和5年）完成予定。
- ひろしまモビリティゲート（仮称）（トムス・バルコム・広島マツダ・マツダ、広島県広島市）- 2026年（令和8年）以降完成予定。
- ちゅーピーパーク（中国新聞社、広島県廿日市市）
  - ちゅーピープール（中国新聞社、広島県廿日市市）
- あさひ製菓 本社工場（あさひ製菓、山口県柳井市）
- 日立製作所笠戸事業所（日立製作所、山口県下松市）
- セキスイハイム なるほど体感ミュージアム（セキスイハイム中四国、山口県周南市）
- KDDI山口衛星通信センター（KDDI、山口県山口市）
- どんどんラボ（スナダフーヅ、山口県萩市）
- ミドリヤファーム（ミドリヤ、山口県萩市）
- 萩陶苑 ショールーム（萩陶苑、山口県萩市）
- 体感ハウス ひまわり館（山口合同ガス、山口県下関市）
- 伊方ビジターズハウス（四国電力、愛媛県伊方町）
- ポエムスイーツパーク（母恵夢、愛媛県東温市）
- ガス生活環ピポット（四国ガス、愛媛県今治市）
- 大塚ヴェガホール（大塚製薬、徳島県徳島市）
  - 大阪創薬研究所（大塚製薬、徳島県徳島市、大阪府箕面市、滋賀県大津市）
- 勢玉ショップ（勢玉、徳島県徳島市）
- Jパワー&よんでんWaワンダーランド（四国電力、徳島県徳島市）
- 海洋堂ホビー館四万十（海洋堂、高知県高岡郡）
  - 海洋堂かっぱ館（海洋堂、高知県高岡郡）
    - 海洋堂SpaceFactoryなんこく（海洋堂、高知県南国市）
- TOSA MOKUMEN LABO（戸田商行、高知県土佐市）
- 果樹園工房（浜幸、高知県香南市）
- RED HILL 1967（技研製作所、高知県香南市）- 2023年4月オープン。

#### 九州・沖縄
- チロルチョコアウトレットショップ（松尾製菓、福岡県田川市）
- 麻生メディカルショールーム（麻生メディカルサービス、福岡県飯塚市）
- ピエトロ新工場（ピエトロ、福岡県古賀市）- 2025年（令和7年）秋オープン予定。
  - レストラン ピエトロ（ピエトロ、福岡県福岡市）
- アルペン フクオカ（Alpen FUKUOKA）（アルペン、福岡県福岡市）
- SHISEIDO BEAUTY PLANET（資生堂、福岡県久留米市）
- うきは酒宿 いそのさわ（いそのさわ、福岡県うきは市）
- 長崎スタジアムシティ（ジャパネットたかた・ジャパネットホールディングス、長崎県長崎市）- 2024年（令和6年）9月オープン予定。
- 辛島 虚空乃蔵（三和酒類、大分県宇佐市）
- BARREL YALLEY PRAHA&GEN（錦灘酒造、鹿児島県霧島市）
- ホテル京セラ（京セラ、鹿児島県霧島市）
- サティライフ紫原館（日本ガス、鹿児島県鹿児島市）
  - かごしまキッチンほのほの（日本ガス、鹿児島県鹿児島市）
- オリオンハッピーパーク（オリオンビール、沖縄県名護市）
- 格納庫見学（MRO Japan、沖縄県那覇市）

### 過去に存在した施設

#### 北海道
- 酒泉館（北の誉酒造[31]、北海道小樽市[31]） - 創業100周年の記念事業として[31] 1996年（平成8年）11月1日に開館[32]
- ほくでん料理情報館MADRE（北海道電力、北海道札幌市）
- 札幌メディアパーク・スピカ（札幌テレビ放送、北海道札幌市）
- 北欧館パン博物館（北欧、北海道札幌市）
- 森林博物館（王子製紙、北海道栗山町）
- 男爵資料館（恒産組殖産、北海道北斗市） - 七飯町「THE DANSHAKU LOUNGE」に継承

#### 東北
- サトー商会資料館（サトー商会、宮城県仙台市）
- 七夕ミュージアム（鐘崎、宮城県仙台市）
- 会津酒造博物館（此花酒造、福島県会津若松市）
- 会津酒造歴史館（宮泉銘醸、福島県会津若松市）

#### 関東
- 小平記念館（日立製作所、茨城県日立市）
- お菓子博物館（亀印製菓、茨城県水戸市）
- 牛久シャトーワイン資料館（オエノンホールディングス、茨城県牛久市）
- 和鶏館（日本農産工業、茨城県つくば市）
- 明治みるく館（旧明治乳業・明治、茨城県守谷市）
- カゴメ記念館（カゴメ、栃木県那須塩原市）
- KDDI国際通信史料館（KDDI、栃木県小山市）
- ペンタックスカメラ博物館（ペンタックス、栃木県益子町）HOYAと合併に伴い閉館。
- きのこ資料館（森産業、群馬県桐生市）
- サントリー利根川工場ビールビアランド（サンドリー、群馬県千代田町）
- セキグチ・ドールハウス（セキグチ、東京都葛飾区）
- 日本玩具資料館（旧ツクダグループ（ツクダ・ツクダオリジナル・ツクダアイデアル・ツクダホビー・ツクダシナジー）、東京都台東区）
- 浅草振わいみゅーじあむ（常盤堂雷おこし本舗、東京都台東区）
- テプコ浅草館（東京電力、東京都台東区）
- 日本サッカーミュージアム（日本サッカー協会、東京都文京区）
- 電気通信科学館（旧日本電信電話公社、東京都千代田区） - 公社民営化に伴い閉館　現在の「NTTドコモ歴史展示スクエア」が相当
- 交通博物館（旧日本国有鉄道→東日本旅客鉄道（JR東日本）、東京都千代田区） - 閉館、鉄道博物館に継承　跡地は2013年9月よりマーチエキュート神田万世橋
- 逓信総合博物館（ていぱーく）（郵政省→日本郵政・通信文化協会、日本電信電話公社→東日本電信電話（NTT東日本）、東京都千代田区） - 大手町再開発に伴い2013年（平成25年）8月閉館　機能は「郵政博物館」と「NTTドコモ歴史展示スクエア」と「NTT東日本 情報通信史料センター」に分割と「NTT技術史料館」に移管。
  - 郵政資料館（郵政省→日本郵政、東京都千代田区）- 機能は「郵政博物館」と「NTTドコモ歴史展示スクエア」と「NTT東日本 情報通信史料センター」に分割と「NTT技術史料館」に移管。
    - NTT情報通信館（通信文化協会、日本電信電話公社→東日本電信電話（NTT東日本）） - 機能は「郵政博物館」と「NTTドコモ歴史展示スクエア」と「NTT東日本 情報通信史料センター」に分割と「NTT技術史料館」に移管。
- ごはんミュージアム（JA全中、東京都千代田区） - 2011年閉館、前身はお米ギャラリー銀座（同中央区）
- 麹町アーカイブス館（日本テレビ放送網、東京都千代田区）
- 第一勧業銀行調査部資料展示室（第一勧業銀行→みずほ銀行、東京都千代田区）
- ギブン・イメージング 展示スペース（ギブン・イメージング、東京都千代田区）
- ミステリー文学資料館（光文社、東京都豊島区）
- コニカサロン（コニカ、東京都新宿区）
  - コニカミノルタプラザ（コニカミノルタ、東京都新宿区） - 2017年（平成29年）1月23日閉館
- マクドナルドミュージアム（日本マクドナルド、東京都新宿区）
- 玉の博物館（モリテックス、東京都渋谷区）
- 東京包装資料館（ザ・パック、東京都渋谷区）
- めがねの博物館（アイリスメガネ、東京都渋谷区）
- 見学者コース→NHK展示プラザ→NHKスタジオパーク（日本放送協会（NHK）、東京都渋谷区）- 2020年（令和2年）5月閉館、2036年（令和28年）リニューアルオープン予定。
- 電力館（東京電力、東京都渋谷区） - 2011年（平成23年）5月31日閉館
- 新藤暦展示館（新藤、東京都墨田区）
- 綜警記念館（綜合警備保障、東京都墨田区）
- ペンステーションミュージアム&カフェ（パイロットコーポレーション、東京都中央区） - 2016年（平成28年）3月31日閉館
- ペコちゃんミュージアム（不二家、東京都中央区）
- 富士銀行資料館（富士銀行→みずほコーポレート銀行→みずほ銀行、東京都中央区）
- LIXIL資料館（LIXIL、東京都江東区）- 事前予約必要
- 青山ユニマット美術館（ユニマットグループ、東京都港区）
- M's Square（三菱重工業、東京都港区） - 2018年12月27日閉館
- Shell Museum（シェルミュージアム）（昭和シェル石油→RSエナジー、東京都港区）
- 森ビル デジタルアート ミュージアム エプソン チームラボ ボーダレス（セイコーエプソン、東京都港区）
- ソニー歴史資料館（ソニー、東京都品川区）- 事前予約必要
- 品川パナソニックビル→パナソニックマルチメディアセンター→松下電器産業情報通信システムセンター→バンダイナムコ未来研究所（パナソニックホールディングス・バンダイナムコエンターテインメントなどバンダイナムコグループ、東京都品川区）
- ナムコ・ワンダーエッグ（ナムコ、東京都世田谷区）
- スーパーマーケットミュージアム（サミット、東京都世田谷区）
- よつ葉ライブラリー（よつ葉乳業、東京都武蔵野市）
- テクニカ・フォノ・ギャラリー（オーディオテクニカ、東京都町田市）
- 新''京成鉄道模型館（新京成電鉄、千葉県松戸市）
- BANDAI MUSEUM（バンダイミュージアム）（バンダイ、千葉県松戸市）
- 東芝科学館（東芝、神奈川県川崎市幸区）
- 明治製菓記念館（旧明治製菓、明治、神奈川県川崎市多摩区）
- クツのオーツカ資料館（大塚製靴、神奈川県横浜市港北区）
- 電気の史料館（東京電力、神奈川県横浜市鶴見区）
  - トゥイニー・ヨコハマ（東京電力、神奈川県横浜市鶴見区） - 2011年3月14日から無期休館
- 環境エネルギー館（東京ガス、神奈川県横浜市鶴見区）
- 横浜・さとうのふるさと館（塩水港精糖、神奈川県横浜市鶴見区）
- 鎌倉シネマワールド（松竹、神奈川県鎌倉市）
- 旧横浜ゴム平塚製造所記念館（横浜ゴム、神奈川県平塚市）
- 箱根★サン=テグジュペリ 星の王子さまミュージアム（TBSグロウディア、神奈川県箱根町）

#### 中部
- サントリーワイン博物館（サントリー、山梨県甲州市）
- 松代通信資料館（日本電信電話公社→日本電信電話（NTT）、長野県長野市）
- 大澤酒造民族資料館（大澤酒造、長野県佐久市）
- メルシャン軽井沢美術館（メルシャン、長野県御代田町）
- 軽井沢ワールドトイミュージアム（フジタ→バンダイ、長野県軽井沢町）
- 諏訪の地酒ミニ博物館（リカーハウスながさき、長野県下諏訪町）
- 美の川酒造館（美の川酒造、新潟県長岡市）
- スルガ銀行尚古館（スルガ銀行、静岡県長泉町）
- 佐久間レールパーク（東海旅客鉄道（JR東海）、静岡県浜松市）
- 浜松音楽ライブラリー（NHK浜松支局、静岡県浜松市）
- 電力史料館（中部電力、愛知県日進市）
- MRJミュージアム（三菱重工業、愛知県西春日井郡豊山町）
  - 三菱重工業名古屋航空宇宙システム製作所史料室（三菱重工業、愛知県西春日井郡豊山町）
- 印章歴史館（大日本印章、愛知県名古屋市）
- 森村・大倉記念館 CANVAS（森村グループ、愛知県名古屋市） - 2014年3月30日閉館
- 名鉄資料館（名古屋鉄道、岐阜県可児市）
- 太陽電池記念館（三洋電機、岐阜県安八町）
- 関ヶ原メナードランド（日本メナード化粧品、岐阜県関ケ原町）
- 富山佐藤美術館（佐藤工業、富山県富山市）
- 廣貫堂資料館（廣貫堂、富山県富山市）
- 北陸電力 エネルギー科学館 ワンダー・ラボ（北陸電力、富山県富山市）

#### 近畿
- 宮津エネルギー研究所（関西電力、京都府宮津市）
- 梅小路蒸気機関車館（日本国有鉄道→西日本旅客鉄道（JR西日本）、京都府京都市）→隣接する京都鉄道博物館に併合
- TaKaRa酒生活文化研究所（宝ホールディングス、京都府京都市）
- サントリー・ビール博物館（サントリー、京都府長岡京市）
- 麺ゆう館（三輪そうめん山本、奈良県桜井市）
- 放送文化館（毎日放送、大阪府吹田市）
- オッペンローズシャートー（オッペン化粧品、大阪府吹田市）
- イトーキ史料館（イトーキ、大阪府大阪市）
- カンテレミュージアム（関西テレビ放送、大阪府大阪市）
- 大和銀行貨幣資料館（大和銀行、大阪府大阪市） - 2001年7月31日閉館
- 交通科学博物館（日本国有鉄道→西日本旅客鉄道（JR西日本）、大阪府大阪市） - 2014年4月6日閉館、京都鉄道博物館として移転・改称
- SANYO MUSEUM（三洋電機、大阪府守口市）
- 大阪包装史料館（ザ・パック、大阪府東大阪市）
- ヨーグルト館（明治、大阪府貝塚市）
- ユニチカ記念館（ユニチカ、兵庫県尼崎市）
- 神戸パールミュージアム（日本真珠輸出組合ほか、兵庫県神戸市）
- 神戸らんぷミュージアム（関西電力、兵庫県神戸市）
- 酒匠館（木村酒造、兵庫県神戸市）

#### 中国・四国
- 出雲ミルクの里 ホルン（島根中酪、島根県出雲市）
- 岡電資料館（岡山電気軌道、岡山県岡山市）
- 日本はきもの博物館（マルヤマ、広島県福山市）
- 小笹屋酒の資料館（竹鶴酒造、広島県竹原市）
- ガラスの里（トーホー、広島県広島市）
- チチヤス牧場史料館（チチヤス、広島県廿日市市）
- チチヤスハイパーク（チチヤス、広島県廿日市市）
- おおすみ歴史美術館（おおすみグループ、山口県山口市）
- 塩業資料館（日本たばこ産業、香川県坂出市）
- 元屋醤油館（元屋醤油、香川県さぬき市）
- 浜幸歴史展示（浜幸、高知県高知市）

#### 九州・沖縄
- 西部ガスミュージアム（西部ガスホールディングス、福岡県福岡市）
- 電気科学館→九州エネルギー館（九州電力、福岡県福岡市）
- 三菱地所アルティアム（三菱地所、福岡県福岡市）
- 山陽新幹線とおみやげミュージアム（西日本旅客鉄道（JR西日本）、福岡県福岡市）
- ITプラザ（西日本電信電話（NTT西日本）、福岡県福岡市、久留米）
- つきほし歴史館（月星化成→ムーンスター、福岡県久留米市）
- 中国陶瓷美術館（東九州石油、大分県臼杵市）
- ヤマコ臼杵美術博物館（ヤマコ、大分県臼杵市）
- 大平発電所展示室（九州電力、熊本県八代市）
- 請福酒造泡盛博物館（請福酒造、沖縄県石垣市）

## 日本国外の企業博物館の一覧

### アメリカ
- ハーレーダビッドソンミュージアム（ハーレーダビッドソン、ウィスコンシン州ミルウォーキー）
- デルタ航空博物館（デルタ航空、ジョージア州アトランタ　ハーツフィールド・ジャクソン・アトランタ国際空港）

### カナダ
- シーグラム博物館（英語版）（シーグラム、オンタリオ州ウォータールー）1997年閉鎖

### ドイツ
- BMWヴェルト（BMW、ミュンヘン）
- アウトシュタット（フォルクスワーゲングループ、ヴォルフスブルク）
- メルセデス・ベンツ博物館（ダイムラー、シュトゥットガルト）
- ポルシェミュージアム（ポルシェ、シュトゥットガルト）
- ケルヒャーミュージアム （ケルヒャー、ヴィネンデン）
- ニュルンベルク交通博物館（ドイツ鉄道、ニュルンベルク）

### オランダ
- フィリップスミュージアム（フィリップス、アイントホーフェン）

### スイス
- オメガミュージアム（オメガ、ビール/ビエンヌ）

### スウェーデン
- ボルボミュージアム（ボルボ、ヨーテボリ）
- イケア博物館（英語版）（イケア、エルムフルト）
- サーブカーミュージアム（サーブ・オートモービル、トロルヘッタン）

### イタリア
- ピアッジオ博物館（イタリア語版）（ピアッジオ、トスカーナ州ピサ県ポンテデーラ）
- ジャンニ・カプロニ航空博物館（英語版）（カプロニ、トレント）イタリア最古の企業博物館
- ムゼオ・ドゥカティ（ドゥカティ、ボローニャ）
- ムゼオ・ランボルギーニ（ランボルギーニ、モデナ）
- ムゼオ・ストリーコ・アルファ・ロメオ（フィアット・クライスラー・オートモービルズ、アレーゼ）
- ムゼオ・モト・グッツィ（モト・グッツィ、マンデッロ・デル・ラーリオ）
- モルテーニミュージアム（モルテーニ、ジュッサーノ）

### インドネシア
- マンディリ銀行博物館（英語版）（マンディリ銀行（英語版）、ジャカルタ）

### フランス
- プジョー・ソショー・ミュージアム・オブ・アドベンチャー（プジョー・シトロエングループ、ソショー）
- シトロエンコンセルヴァトワール（シトロエン、オルネイ）
- ボルヴィック博物館（ボルヴィック[33]、ピュイ＝ド＝ドーム県ヴォルヴィック[33]）

### カンボジア
- シハヌーク・イオン博物館（イオングループ[34]、アンコール・ワット隣[34]） - 2007年（平成19年）11月2日に開館[34]。バンテアイ・クデイ遺跡から発掘された274体の仏像を展示・研究[34]。

### 中国
- 張裕酒文化博物館（張裕公司[35]、山東省煙台市[35]） - 2002年（平成14年）9月9日に開館[35]

### 香港
- カップヌードルミュージアム 香港（日清食品ホールディングス、尖沙咀）